# Lycée Henri-IV
Pour les articles homonymes, voir Lycée Henri-IV (homonymie).
Le lycée Henri-IV est un établissement d'enseignement secondaire et supérieur public, situé au 23 rue Clovis dans le 5e  arrondissement de Paris, dans le Quartier latin. Il fait partie d'une cité scolaire qui accueille plus de 2 600 élèves, du collège aux classes préparatoires.
Le lycée est réputé pour ses excellents résultats au baccalauréat, au concours général et aux concours d'entrée aux grandes écoles, et plus spécialement pour les concours littéraires (Écoles normales supérieure de Paris, Lyon et Paris-Saclay, École nationale des chartes). Il est connu pour son élitisme et pour avoir formé de nombreuses personnalités intellectuelles, politiques ou encore scientifiques françaises.
Il est également classé monument historique pour certains de ses bâtiments hérités de l'ancienne abbaye Sainte-Geneviève, qui datent du XIIe au XVIIIe siècle : cloître, tour Clovis (ancien clocher), chapelle (ancien réfectoire), Salle des Médailles (ancien cabinet de curiosités). Des travaux de rénovation effectués vers 1996 ont mis au jour des vestiges de l'époque carolingienne.
La devise du lycée, Domus Omnibus Una (« Une maison pour tous » en latin), est celle des moines augustiniens, dont le bâtiment était le siège. On désigne l'établissement par la périphrase « le lycée sur la montagne » pour sa situation dominante sur la montagne Sainte-Geneviève et par l'abréviation « H4 ».

## Histoire

### L'origine du site
À l'époque gallo-romaine, le cœur de Lutèce se situe sur le mons Lucotitus, actuelle montagne Sainte-Geneviève. Le cardo maximus (axe nord-sud, aujourd'hui rue Saint-Jacques) et le decumanus (est-ouest, aujourd'hui rue Soufflot)23 sont les voies majeures de Lutèce qui la relient aux autres cités gauloises et donc à l'Empire. Au niveau de la rue Soufflot, en avant de l'actuel Panthéon, les vestiges du forum ont été dégagés. Le forum représente le centre politique, religieux, et commercial de la ville gallo-romaine. Il comporte une esplanade entourée de portiques sous lesquels sont installées des boutiques, la basilique où se traitent les affaires judiciaires et au centre le temple dont on ignore à qui il était dédié, peut-être à la triade capitoline (Jupiter, Junon, Minerve)18,23. Il est possible d'imaginer la foule se promenant sous les portiques, assistant au culte ou écoutant les plaidoiries à la basilique.
À quelques pas de là se trouvent les thermes du Nord, dits de Cluny. Leur construction date de la fin du Ier siècle. Ils comprennent des vestiaires, des palestres, des latrines, une salle froide (frigidarium), une salle tiède (tepidarium), une salle chaude (caldarium), un système de chauffage par hypocauste18,23,25.
L'aqueduc de Lutèce y conduit les eaux des sources de Chilly-Mazarin et de Morangis. Recueillie précieusement dans un bassin collecteur dans la commune de Wissous, à quatorze kilomètres au sud-ouest de Paris dans le département de l'Essonne, l'eau de source rejoint la cité par l'intermédiaire de ce qui est devenu les aqueducs d'Arcueil et de Cachan.
Les arènes de Lutèce, construites au Ier siècle, sont un peu plus à l'est. Complexe hybride, de type « amphithéâtre à scène » ou encore « amphithéâtre-théâtre », il comporte à la fois une scène pour les représentations théâtrales et une arène pour les combats de gladiateurs et autres jeux de l'amphithéâtre.
La Civitas Parisiorum, ville des Parisii (IVe siècle), se rétracte sur la cité lors des invasions barbares. C'est à cette époque que naît la sainte patronne de la ville Geneviève, sorte de Jeanne d'Arc du Haut Moyen Âge. Sur la montagne qui prendra son nom est aménagé un cimetière, où est supposément enterrée la sainte.

### L'abbaye royale de Sainte-Geneviève: 500-1500

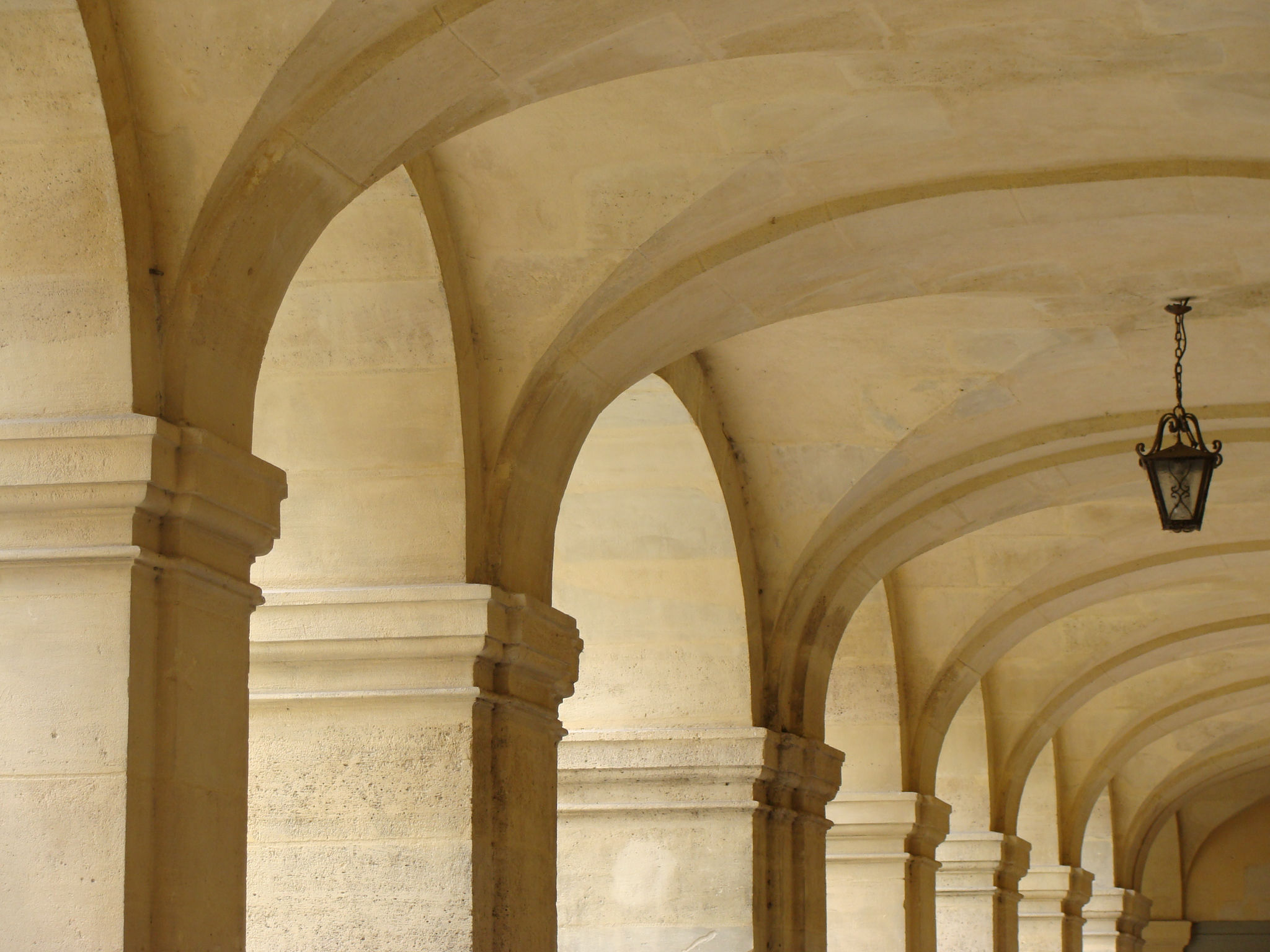
Les voûtes du cloître.

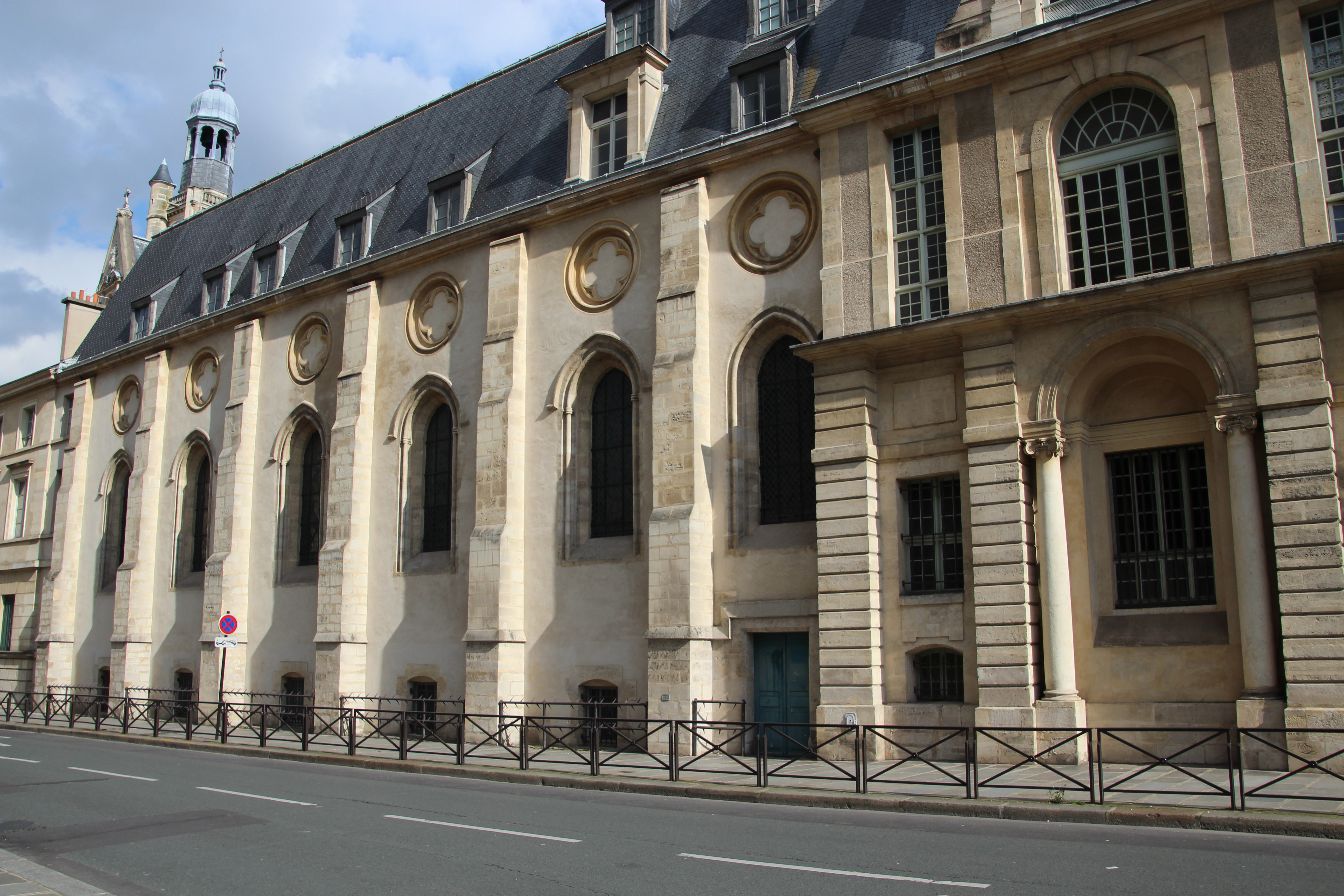
Les restes de l'abbaye, rue Clotilde.

Après la victoire de Vouillé sur les Wisigoths qui lui ouvre la riche Aquitaine, le roi des Francs, Clovis, fonde vers 506 le monastère royal des Saints-Apôtres, dédié aux apôtres Pierre et Paul. Clovis y est inhumé en 511. L'année suivante, la basilique, poursuivie par sa veuve la reine Clotilde, acquiert un prestige supplémentaire en recevant les reliques de sainte Geneviève. Les rues Clovis et Clotilde bordent aujourd'hui le lycée Henri-IV, et la rue Clotaire est voisine en hommage à leur fils le roi Clotaire Ier.
Pillée à plusieurs reprises par les Vikings, l'abbaye accueille des chanoines séculiers qu'on appellera par la suite les « génovéfains ». En 1110, Étienne de Garlande, revenu en faveur à la cour de Louis le Gros, obtient le titre de doyen de l'abbaye Sainte-Geneviève. L'abbaye survit dans les ruines laissées par les Normands sur la montagne Sainte-Geneviève. Entre la cité et le « diable Vauvert », ce qui était dans l'Antiquité le forum n'est plus qu'une banlieue ensauvagée et mal fréquentée, une cour des Miracles de nature à plaire à des goliards turbulents. L'abbaye protège la porte Bordet de l'enceinte de Philippe Auguste, au 50 rue Descartes. Une partie de la muraille est visible sur le chemin qui mène du lycée, au nos 5-7 de la rue Clovis et au nos 48-50, au bout de l'impasse Jacques-Henri-Lartigue. La place de la Contrescarpe voisine tire son nom cette fonction militaire.
Pierre Abélard, philosophe, théologien scolastique et poète y fonde alors une école de rhétorique et de théologie12. Le premier collège qui échappe au contrôle quotidien de l'évêque enfermé dans l'île de la Cité. Il ne s'agit pas seulement, comme ce le sera quarante-cinq ans plus tard pour le studium de Bologne, d'un centre de formation des moines et des futurs chanoines. À la différence de Guillaume de Champeaux, qui, en contrebas à Saint-Victor a voulu deux ans plus tôt fonder un monastère et se retirer du monde, Abélard veut attirer la foule et ouvre aux laïcs, parmi les quelques génovéfains en place, un nouveau Lycée.
C'est la première fois qu'une abbaye ouvre les portes du savoir. Elle trouve là, à travers la notoriété de son enseignement, un moyen de détourner les dons de ses concurrentes et de susciter des vocations auprès d'une jeunesse fuyant l'austérité. La seule activité d'enseignement intellectuel autorisée par la règle de Saint-Benoît, est l'étude non critique de l'Évangile et des Pères de l'Église, le catéchisme, un acte de foi et non de science. Cet acte de libération de l'enseignement contrôlé par le chapitre cathédral préfigure l'Université, qui ne sera officialisée que quatre-vingt-dix ans plus tard.
Au XIIe siècle, les bénédictins sont réformés par Suger, abbé de Saint-Denis, qui les remplace par des chanoines réguliers de Saint-Victor : il les oblige à constituer un atelier de copistes et une bibliothèque.

### Les Temps modernes: 1500-1789

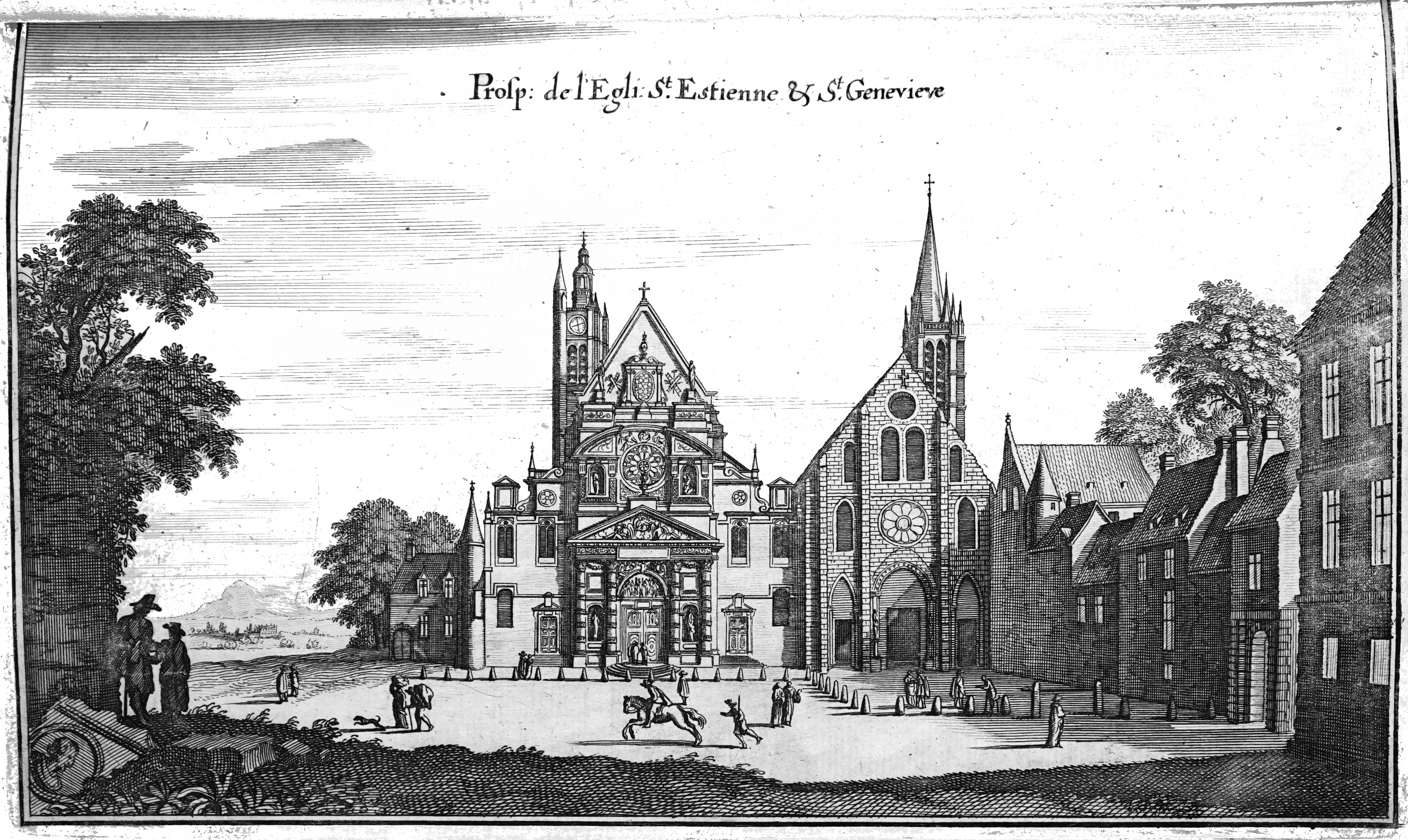
Gravure de l'église Saint-Étienne et de l'abbaye Sainte-Geneviève, dans Martin Zeiller, Topographia Galliæ, 1655, Bibliothèque municipale Reims.

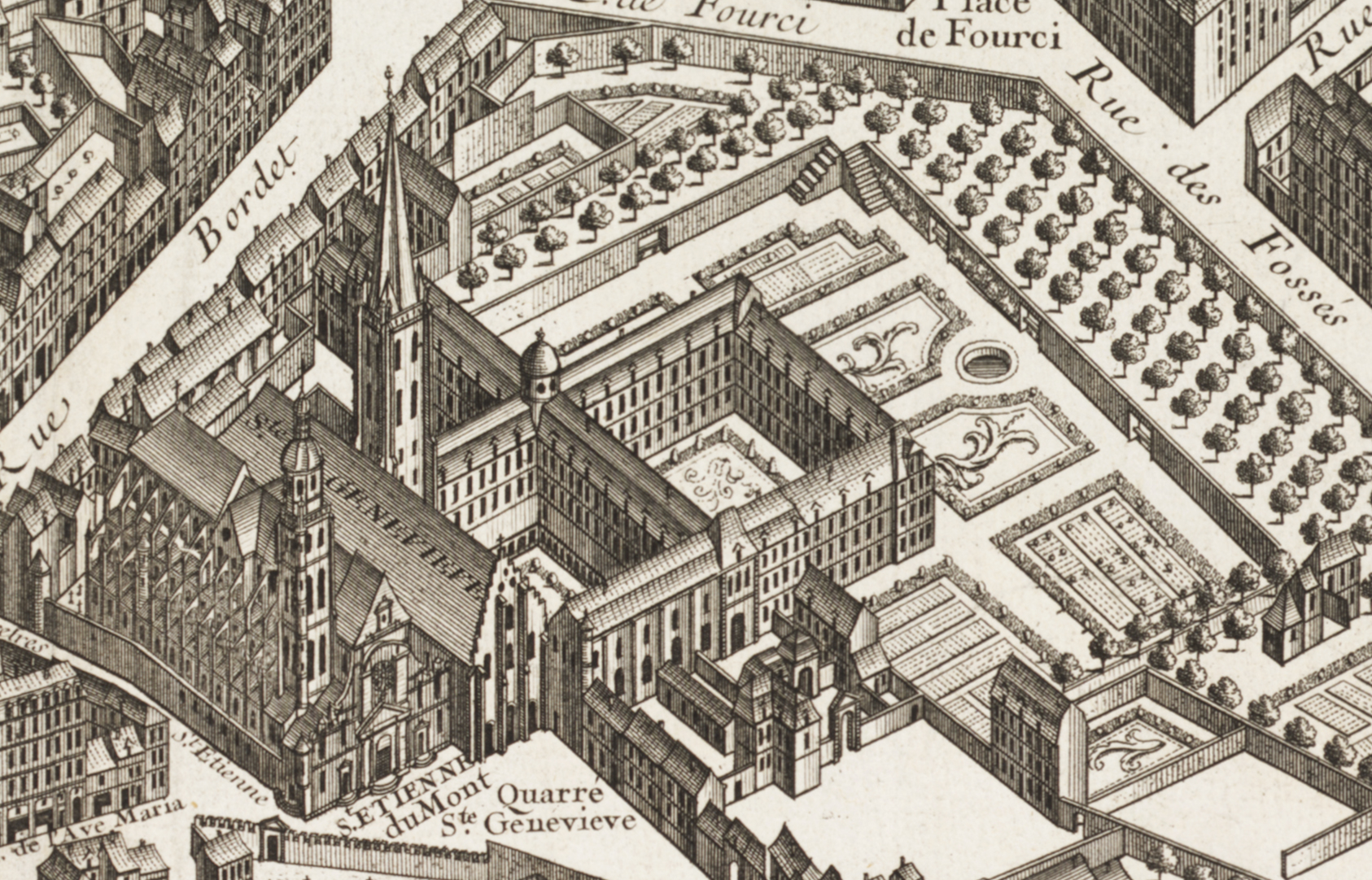
L'abbaye royale de Saint-Geneviève, du plan de Turgot, par Louis Bretez et Claude Lucas, 1739.

En 1619, Louis XIII donne l'abbaye en commende au cardinal de La Rochefoucauld, fondateur de l’ordre génovéfain, la congrégation de France, réunissant tous les chanoines augustiniens. Le cardinal dote l'abbaye d'une bibliothèque exceptionnelle qui, quarante années plus tard, recense 8 000 volumes.
L'abbaye Sainte-Geneviève acquiert un prestige international sous Louis XIV, et sert de modèle pour d'autres fondations. L'abbaye devient un ermitage princier. Le Cabinet des Curiosités de la bibliothèque conserve alors des antiquités, des médailles et des monnaies.
En 1723, Marin Marais écrivit la Sonnerie de Sainte-Geneviève du Mont de Paris, une pièce de La Gamme et autres morceaux de symphonie pour le violon, la viole et le clavecin. Le 24 juin 1667, le cercueil en cuivre de Descartes y est déposé sous un monument de marbre. La rue Descartes borde aujourd'hui le lycée Henri-IV.
Louis XV fait le vœu en 1744 de construire une nouvelle église monumentale à l'abbaye. L'abbé de Sainte-Geneviève bénit le terrain le 1er août 1758, le roi pose la première pierre en grande cérémonie le 6 septembre 1764. Cette nouvelle église dessinée par Jacques-Germain Soufflot deviendra à la Révolution le Panthéon de Paris.

### L'École centrale du Panthéon: 1789-1914

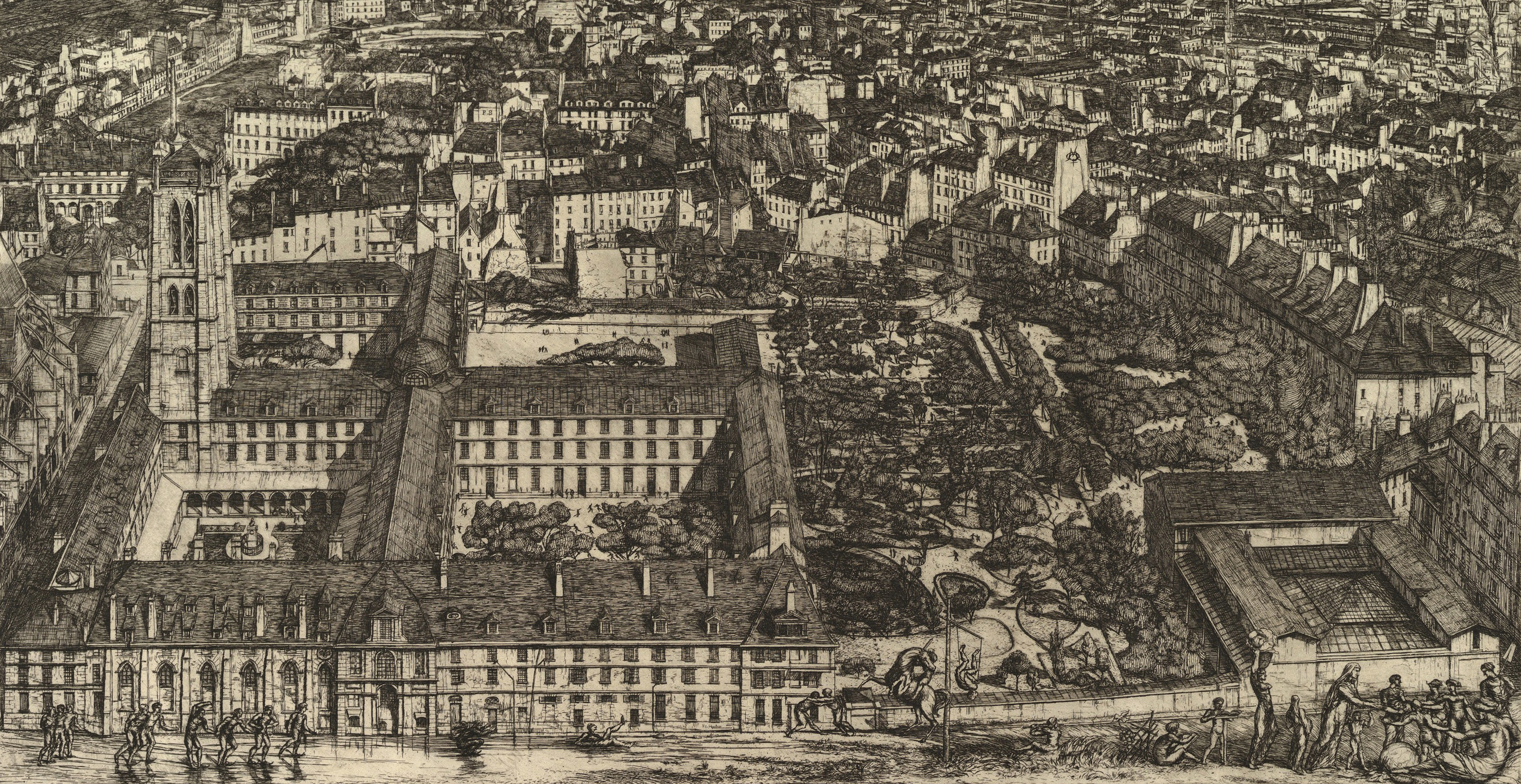
Le Lycée Napoléon, Charles Meryon, 1863.

Les chanoines sont chassés lors de la Révolution : leur abbaye est déclarée bien national en 1790. Leur riche bibliothèque (58 000 imprimés et 2 000 manuscrits) — troisième bibliothèque en Europe après la bibliothèque du Vatican et la Bodleian Library à Oxford — échappe à la dispersion. L'abbaye, elle, est remplacée par un établissement d'enseignement, inauguré le 25 octobre 1795 sous le nom d’École centrale du Panthéon. De remarquables savants y enseignent, notamment Georges Cuvier, promoteur de l'anatomie comparée et de la paléontologie, et Aubin Louis Millin de Grandmaison, naturaliste et bibliothécaire français, érudit dans plusieurs domaines, notamment l'archéologie et l'histoire de l'art médiéval et classique.
L'École centrale du Panthéon est remplacée par le lycée Napoléon, premier lycée de la République. L'église abbatiale est rasée entre 1801 et 1807 pour percer la rue Clovis. Lors de la Restauration, le lycée est rebaptisé collège royal Henri-IV. Il est un lycée de l'élite, que fréquentent les fils de Louis-Philippe et la haute aristocratie.

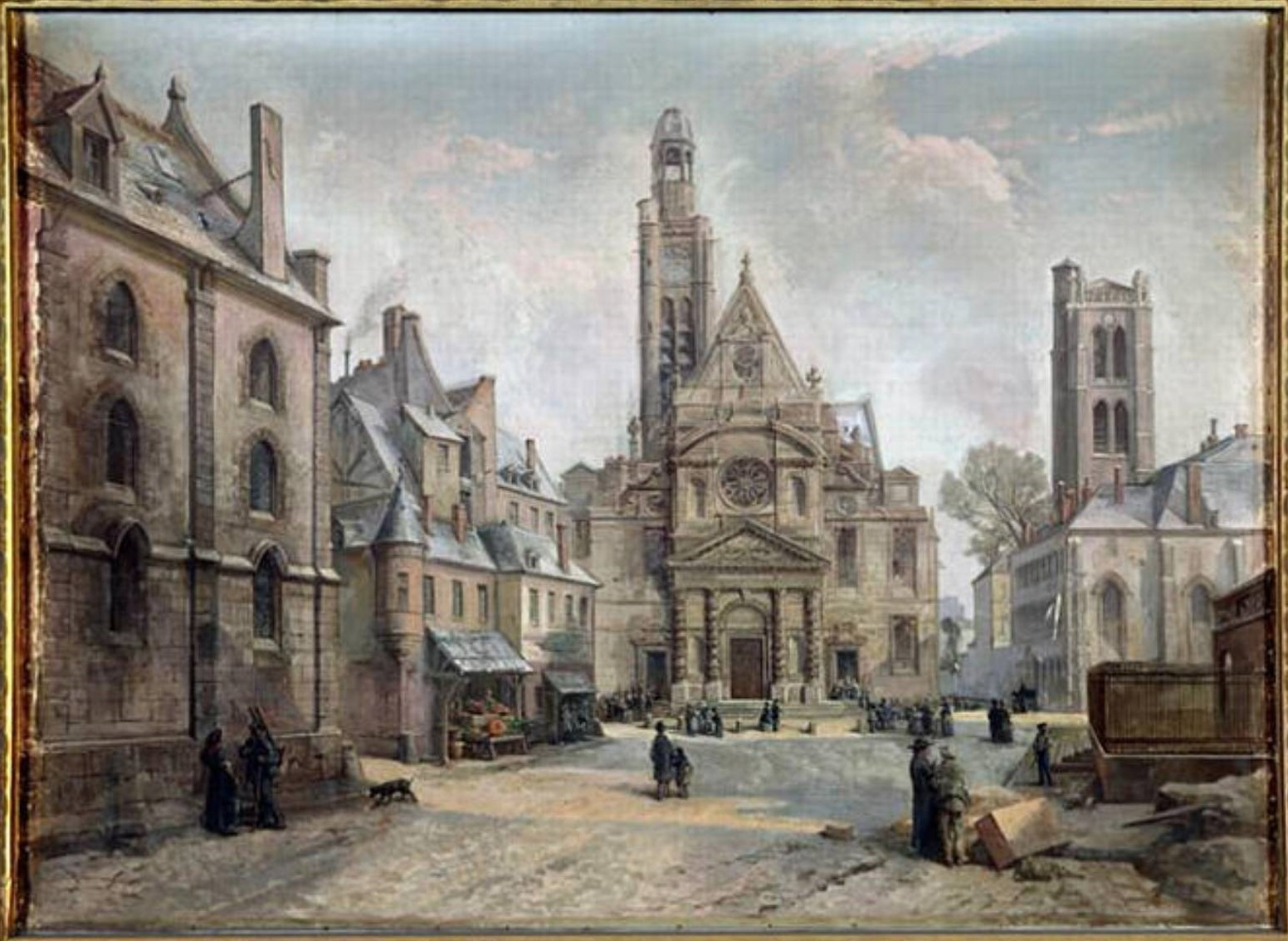
Le collège Henri-IV, Armand Bernard, 1879, dans la Tribune du musée Condé, au château de Chantilly.

Après son introduction en France à partir de 1818 par Francisco Amorós, la gymnastique scolaire est enseignée à Henri-IV à partir de 1831.
Sous le Second Empire, la probité du personnel enseignant est surveillée. Toutefois, faute de pouvoir réglementer leurs loisirs aussi strictement que pour les élèves, les autorités, souhaitant éviter qu'ils ne trainent dans des cabarets, aménagent dans plusieurs lycées des salons de jeux et de lecture pour leur détente, comme à Henri-IV à partir de 1865.
Le lycée retrouve son Napoléon sous le Second Empire, et en 1870, avec la proclamation de la Troisième République change encore de nom, pour lycée Corneille. Mais en 1873, le gouvernement du président Patrice de Mac Mahon, royaliste légitimiste, et l'assemblée de l'Ordre moral renomment le lycée du nom du seul Bourbon apprécié des Républicains, « le bon roi Henri ». Le lycée Henri-IV a trouvé son nom actuel.

### L'époque contemporaine: depuis 1914

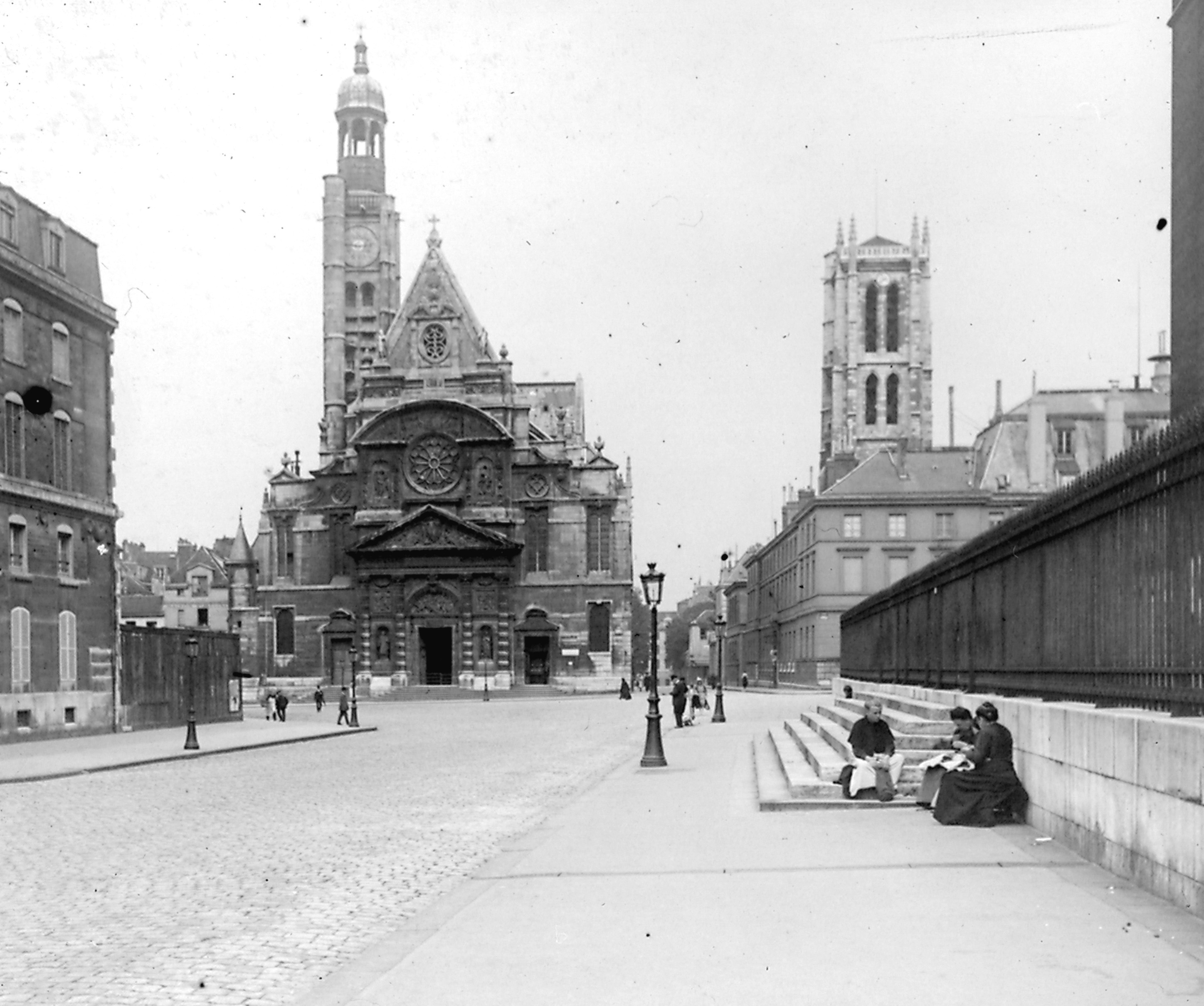
La tour Clovis entre le Panthéon et l'église Saint-Étienne-du-Mont, 1912.

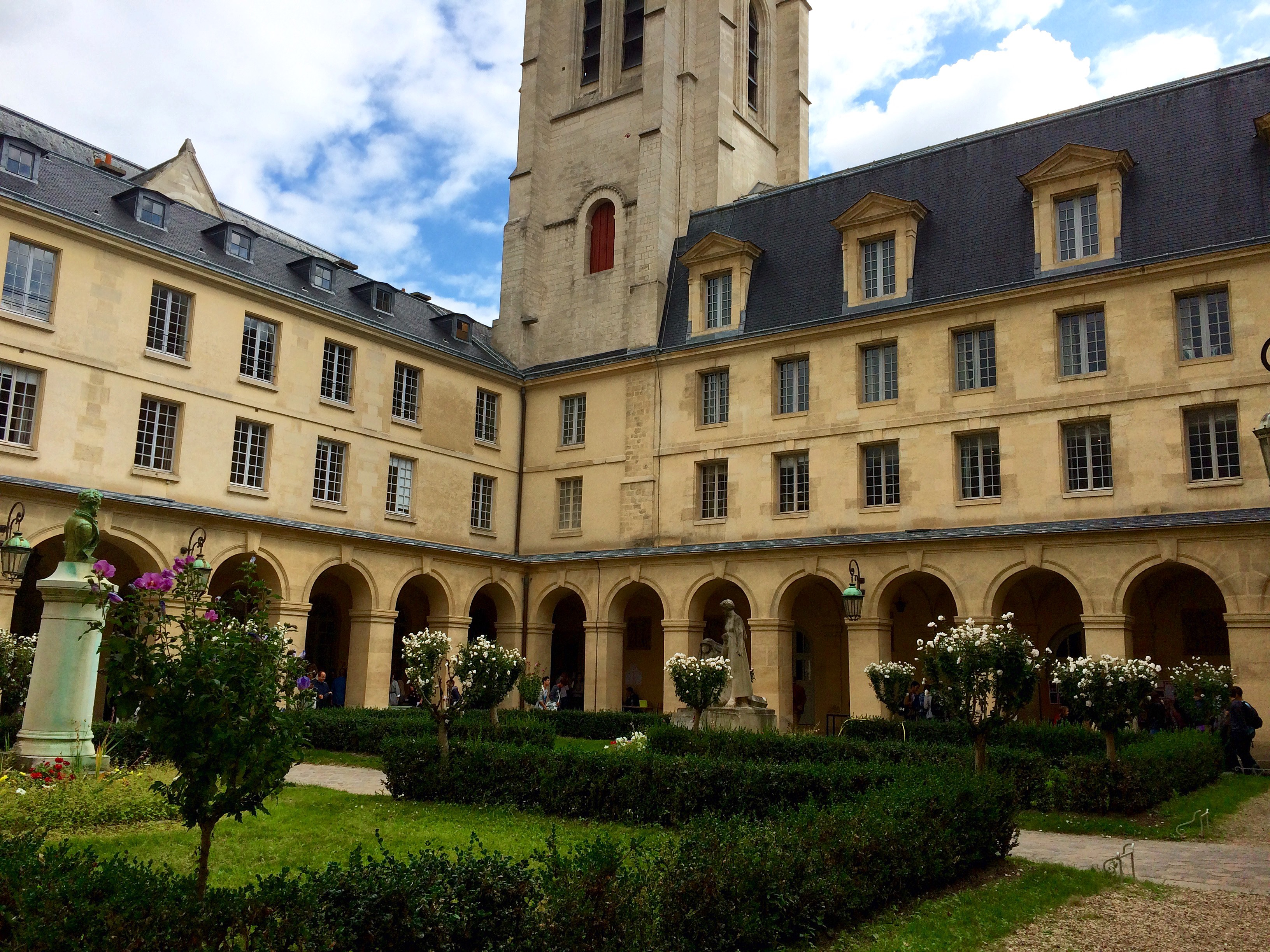
Le cloître du lycée, au pied de la tour Clovis. On y aperçoit le monument aux morts en granite.

Le lycée perd un grand nombre de brillants élèves durant les combats de la Première Guerre mondiale. Une plaque commémorative est inaugurée dans la salle du Parloir du lycée, ainsi qu'un monument dans les jardins du cloître, fleuris lors de la fête de l'Armistice.
Lors de la Seconde Guerre mondiale, des étudiants du lycée Henri-IV bravent l'occupation nazie et se rendent au Panthéon pour fêter la fin de la guerre de 14-18. Ils seront arrêtés. Des étudiants juifs doivent cacher leur identité, et malgré les précautions du corps professoral, un certain nombre est déporté. Une plaque en leur mémoire est installée après la guerre à côté de la première. Une cérémonie annuelle, rassemblant les délégués de toutes les classes de la cité scolaire, rend hommage à tous ces élèves morts durant les deux guerres.
En 1946, dans le cadre de la rénovation du système éducatif, est ouvert à Montgeron (Seine-et-Oise) un lycée mixte expérimental rattaché à Henri-IV jusqu'en 1955. Des salles dans des préfabriqués sont installées dans la Cour Musset et la Cour Descartes.
En 1958, est ouvert à Ivry-sur-Seine un lycée mixte annexe d’Henri-IV jusqu'en 1964. Il est en construction jusqu’en 1969. Beaucoup de professeurs viennent du lycée parisien. Les élèves viennent d’Ivry, Vitry, Villejuif et des communes situées sur la ligne de chemin de fer (future RER C) : Choisy-le-Roi, Thiais, Ablon-sur-Seine et même Paris. Il prendra le nom de lycée Romain-Rolland en 1966.
Les élèves du lycée publient des revues, notamment une assez critique, Ravaillac, qui se voit interdite par la direction dès son second numéro en mars 2002. Le 30 mai 2013 est lancé le premier numéro d'un journal trimestriel, qui a pour titre The Fool on the Hill, titre d'une chanson des Beatles, mais aussi jeu de mots sur la position géographique de l'établissement parisien, au sommet de la montagne Sainte-Geneviève.

## L’établissement aujourd’hui

### Collège Henri-IV

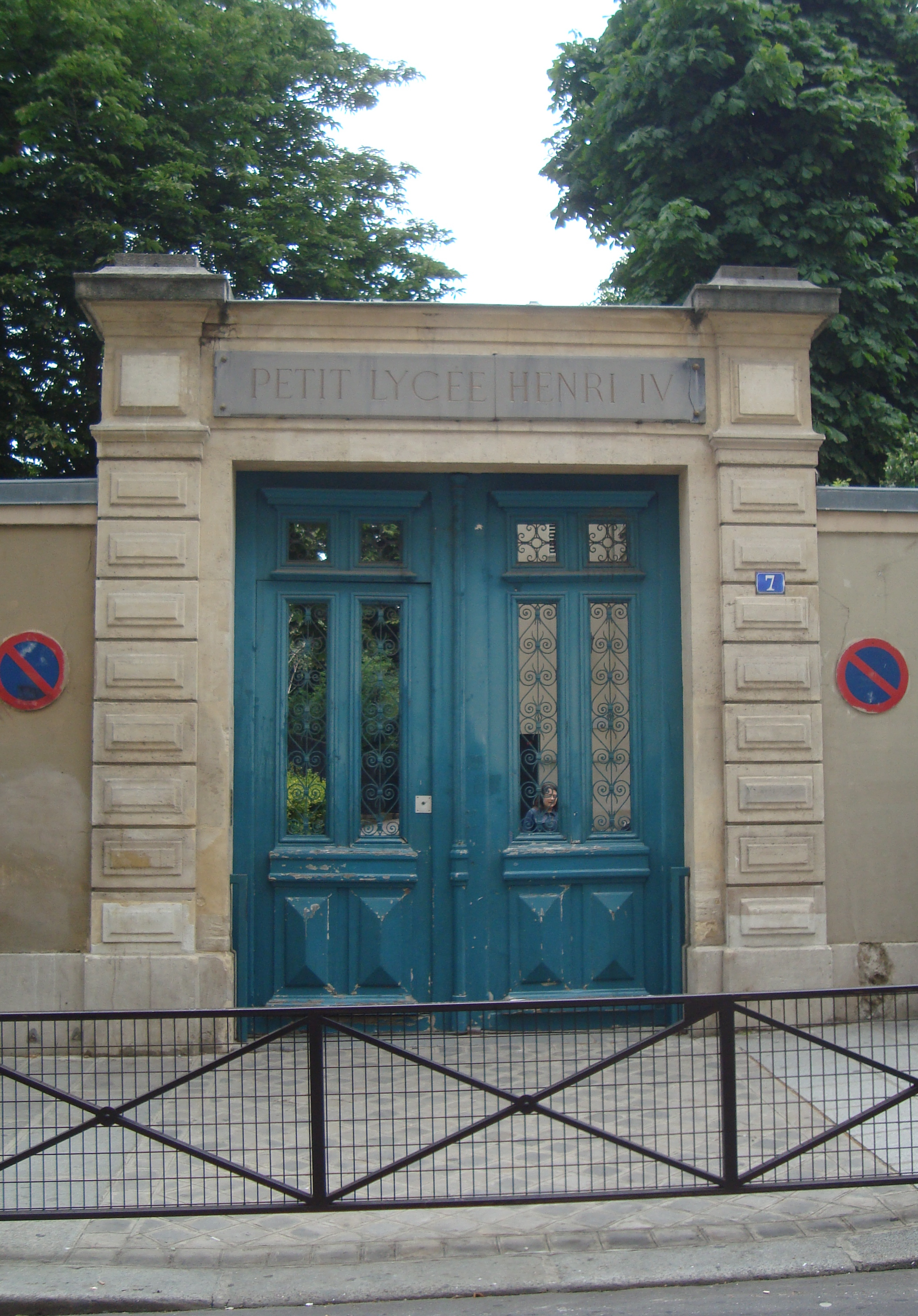
Entrée de l'ancien petit lycée Henri-IV, devenue l’entrée du collège, au no 7 rue Clotilde.

Il ne faut pas confondre le collège et le lycée Henri-IV. Le collège, contrairement au lycée, ne sélectionne pas ses élèves. Il n'est accessible qu'aux familles résidant dans son secteur. Toutefois certaines dérogations sont possibles, par exemple pour les élèves souhaitant apprendre le russe en langue vivante secondaire.
Le collège est aujourd'hui dirigé par la proviseure de la cité scolaire Henri-IV, Stéphanie Motta-Garcia, et par la principale adjointe, Isabelle Martial. Certains professeurs du collège sont aussi professeurs au lycée. Une proportion de 42 %[réf. souhaitée] des élèves du collège ont pu accéder au lycée en 2011-2012 (8 % en 2022-2023)

### Lycée Henri-IV

#### Enseignement secondaire

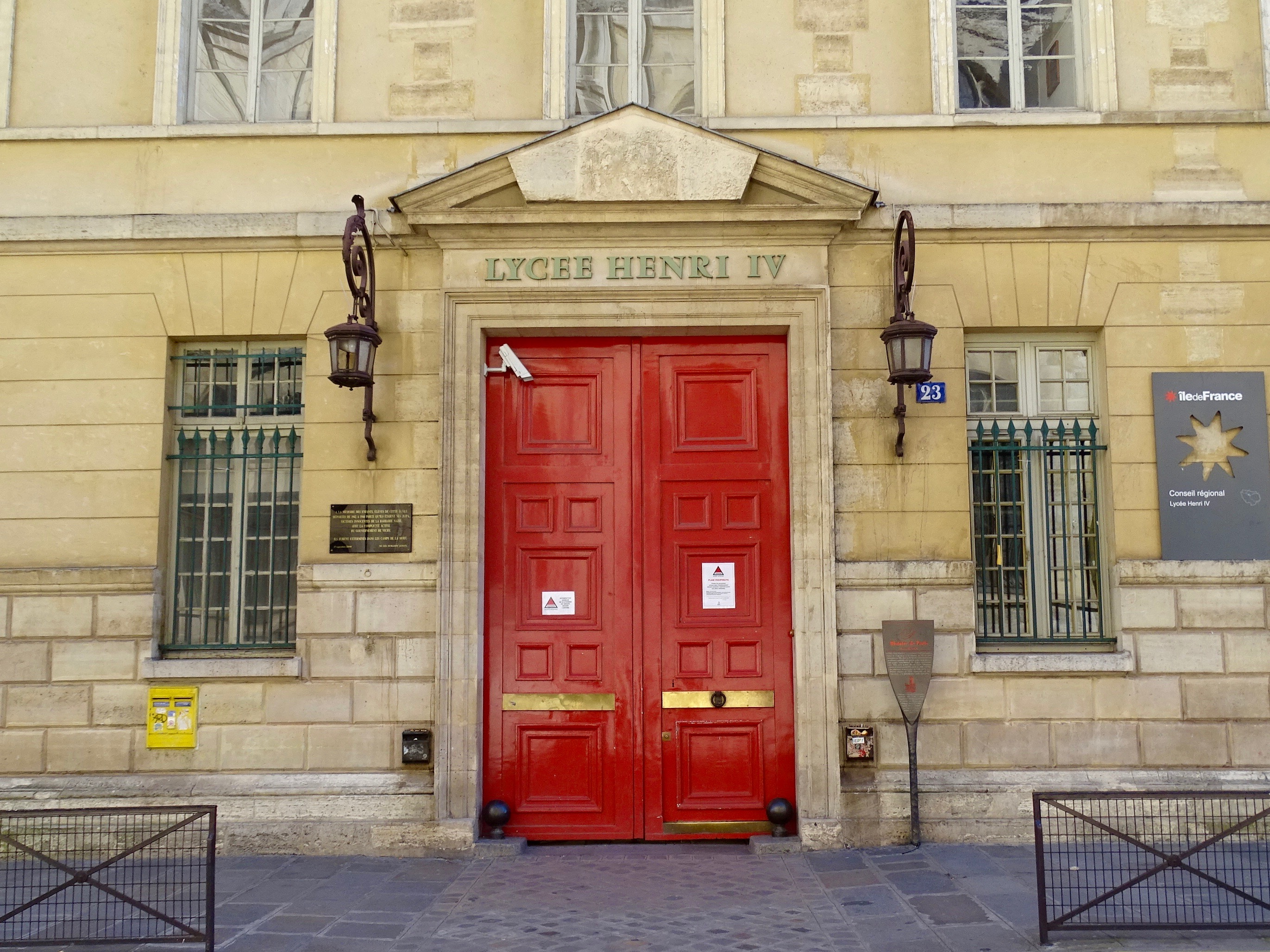
Entrée du lycée Henri-IV, au no 23 rue Clovis.

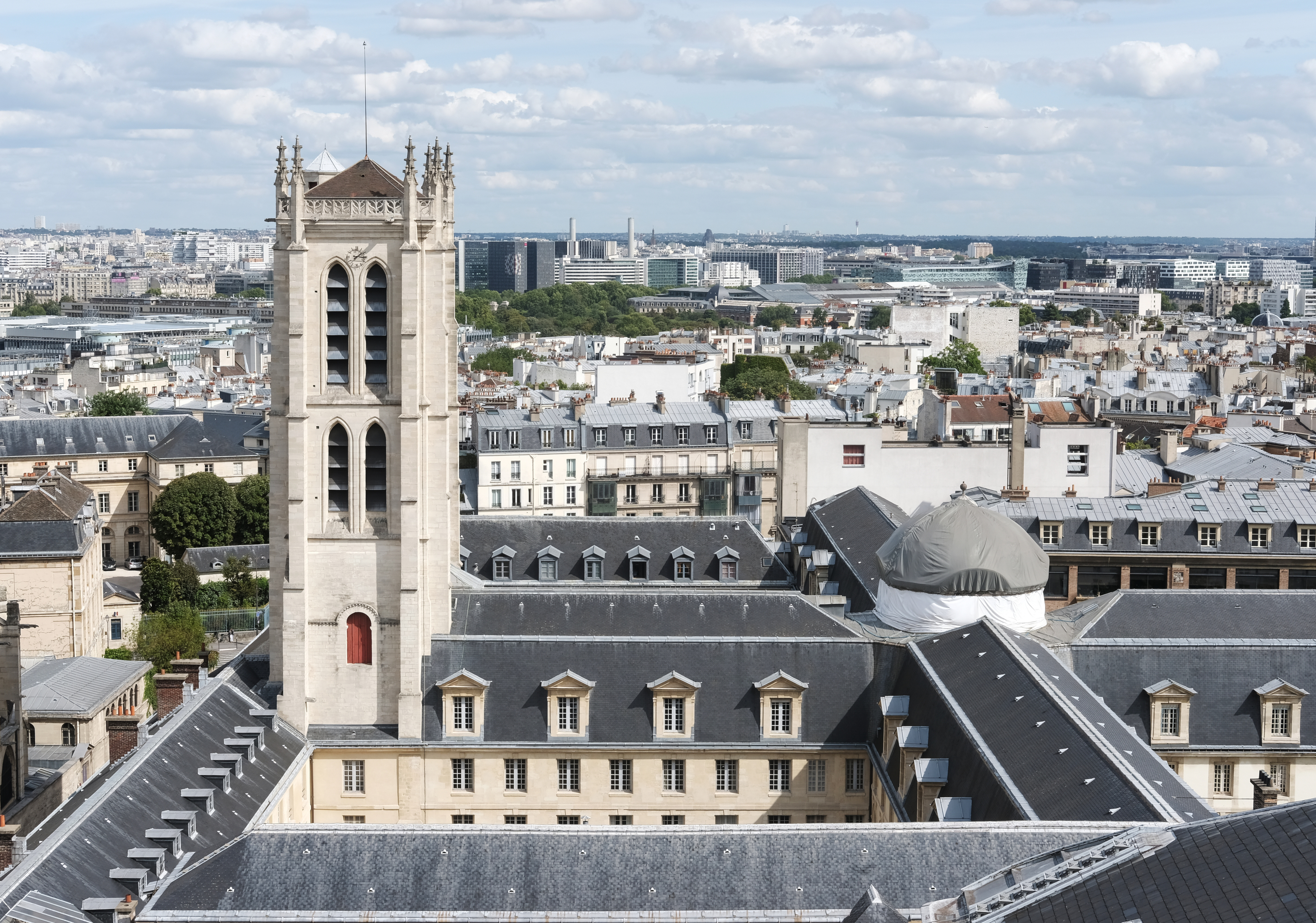
Lycée Henri-IV vu depuis la coupole du Panthéon.

Avec son voisin public le lycée Louis-le-Grand, le lycée est le seul de Paris hors des quatre secteurs (nord-est, nord-ouest, sud-ouest, sud-est) qui découpent Paris pour l'affectation automatique en classe de seconde. Les élèves, pour la plupart sélectionnés dans les académies de Paris, Versailles et Créteil, mais aussi exceptionnellement dans des lycées des régions et des établissements français de l'étranger, sont sélectionnés par Affelnet (depuis la rentrée 2022).
Sept classes d'environ trente-quatre élèves intègrent la seconde chaque année. La politique du lycée est de ne renvoyer aucun élève durant ces trois années, même si certains partent de leur propre chef. En terminale, on comptait avant la réforme du baccalauréat 5 classes scientifiques (bac S), rangées par spécialisations (mathématiques, chimie, biologie) 1 littéraire (bac L), 1 économique et sociale (bac ES) et 1 mixte (L-ES). Chaque année depuis 2012, les bacheliers sont reçus par le proviseur à une cérémonie dans la salle des conférences, où après un discours de bénédiction, il leur remet un « diplôme du lycée » ainsi que leur nom de promotion, issus des anciens élèves du lycée. La première promotion s'appelle ainsi « promotion Simone-Weil », du nom de la philosophe humaniste morte en 1943.
Le lycée est aujourd'hui dirigé par la proviseure de la cité scolaire Henri-IV, Stéphanie Motta-Garcia, et le proviseur-adjoint M. Raphaël Spira. Certains professeurs du lycée sont aussi professeurs en classe préparatoire.

#### Enseignement supérieur
Les étudiants de classes préparatoires sont quant à eux recrutés au niveau national et international après une sélection très rigoureuse, fondée sur les résultats, leur évolution et le classement dans la classe de l'élève durant les années de Première et Terminale. Un grand nombre des étudiants de deuxième année retentent leur chance après des concours pas atteints au niveau de leur espérance. Mais pour pouvoir « faire cinq-demi » ou « cuber » à Henri-IV, il faut avoir au moins atteint les concours oraux des premières grandes écoles du classement.
Depuis 2012, on trouve au lycée Henri-IV :
- le Cycle pluridisciplinaire d'études supérieures (CPES), en collaboration avec le pôle de recherche et d'enseignement supérieur Paris Sciences et Lettres. Ce cursus vise à former en 3 ans des étudiants dans trois filières différentes (Sciences, Humanités et Sciences économiques, sociales et juridiques) en gardant « les meilleurs aspects des classes préparatoires et de l'université ». Viennent s'ajouter aux enseignements classiques des classes préparatoires des options telles que le droit et l'histoire de l'art mais aussi un tronc commun partagé entre les trois filières[15].
- douze classes préparatoires littéraires :
  - quatre hypokhâgnes indifférenciées, deux khâgnes « Ulm » et deux khâgnes « Lyon »,
  - une hypokhâgne et une khâgne B/L,
  - une hypochartes et une chartes ;
- huit classes préparatoires scientifiques :
  - deux MPSI (HX2 et HX3)[16], une MP et une MP*[17],
  - une PCSI (HX1)[18] et une PC*[19],
  - une BCPST 1 et une BCPST 2[20] ;
- quatre classes préparatoires économiques et commerciales :
  - deux années d'ECS (voie scientifique),
  - deux années d'ECE (voie économique).

Les classes préparatoires du lycée comptent parmi les plus réputées de France ; la sélection à l'entrée est donc très stricte. À ce titre, le lycée Henri-IV est généralement comparé à son rival le lycée Louis-le-Grand, et dans une moindre mesure au lycée Saint-Louis, avec qui il forme « les trois lycées de la montagne Sainte-Geneviève ».
Le fait que les CPGE soient essentiellement littéraires (12 divisions sur 24) a deux conséquences : d'une part, le lycée est réputé littéraire ; et d'autre part, le pourcentage d'étrangers en CPGE est faible (les CPGE littéraires recrutant surtout dans les lycées français de métropole).
Le lycée est aujourd'hui dirigé par la proviseure de la cité scolaire Henri-IV, Stéphanie Motta-Garcia, et le proviseur adjoint, Matthieu Séguin. Certains professeurs des classes préparatoires sont aussi professeurs en grande école.

### Débat sur la sélection des élèves
Début 2022, un débat s'ouvre sur la sélection des élèves dans les lycées Henri-IV et Louis-le-Grand, perçus comme emblématiques d'une forme de reproduction sociale. Le rectorat de Paris a annoncé intégrer les deux lycées dans le logiciel Affelnet, ce qui doit en principe contribuer à rendre la sélection « plus juste » et l'ouvrir à des milieux sociaux plus diversifiés. L'entrée dans ces lycées serait ouverte à l'ensemble des élèves d'Île-de-France, sur la base de leur relevé de notes. Ce mode de sélection[Lequel ?] pourrait également créer une « rupture d'égalité ». De nombreuses tribunes sont publiées dans de grands titres de presse nationaux, opposant en général :
- le corps enseignant et les représentants de l'Éducation nationale, principalement favorables à l'instauration du logiciel Affelnet[21],[22] ;
- les parents d'élèves, les élèves et anciens élèves, ainsi que des élus, principalement en faveur du maintien du système actuel[23],[24],[25],[26].

### Structure pédagogique
Structure pédagogique du collège et du lycée pour l'année 2012 - 2013 :
|         | Collège | Collège | Collège | Collège | Collège | Lycée | Lycée | Lycée | Lycée | Supérieur | Total |
| 6e      | 5e      | 4e      | 3e      | Total   | 2de     | 1re   | Tle   | Total |       | Supérieur | Total |
| ------- | ------- | ------- | ------- | ------- | ------- | ----- | ----- | ----- | ----- | --------- | ----- |
| Classes | 5       | 5       | 5       | 6       | 21      | 7     | 8     | 8     | 23    | 25        | 69    |
| Élèves  | 170     | 168     | 174     | 177     | 689     | 269   | 313   | 283   | 865   | 1 177     | 2 731 |

## Classements

### Classement du lycée
Historiquement, le lycée est l'un des deux premiers du secteur public, en concurrence avec le lycée Louis-le-Grand.
En 2016, le lycée se classe selon le classement de l'Express « 9e sur 110 » au niveau départemental quant à la qualité d'enseignement, et « 42e sur 2 277 » au niveau national. Le classement s'établit sur trois critères : le taux de réussite au baccalauréat, la proportion d'élèves de première qui obtiennent le baccalauréat en ayant fait les deux dernières années de leur scolarité dans l'établissement, et la valeur ajoutée (calculée à partir de l'origine sociale des élèves, de leur âge, de leurs résultats au diplôme national du brevet et de la progression des élèves du lycée par rapport à la moyenne). D'autres classements donnent des résultats différents, mais au fil des ans le lycée reste toujours au sommet des classements.
En 2019, le lycée Henri-IV est classé onzième lycée de France, selon le classement annuel du Figaro Étudiant et deuxième au classement des lycées les plus primés au Concours général. Par ailleurs, au classement des mentions très bien (résultats 2018), le lycée Henri-IV est 4e, avec 73 % de mentions très bien au classement du Figaro Étudiant[pertinence contestée].
En 2023, le lycée Henri-IV est classé deuxième lycée de France, selon le classement annuel du Figaro Étudiant[pertinence contestée].

### Concours général
Depuis 1747 en France, le concours général est un concours destiné à récompenser chaque année les meilleurs élèves des classes de première et de terminale dans le concours général des lycées. Ce concours est particulièrement difficile puisque seuls 18 élèves au maximum par matière sont récompensés (3 prix, 5 accessits, 10 mentions), alors que le nombre de candidats peut s'élever par exemple à plus du millier dans certaines disciplines.
Les élèves de première peuvent concourir en français, histoire, géographie, arts plastiques, éducation musicale, version latine, thème latin, version grecque.
Les élèves de terminale peuvent concourir en dissertation philosophique, sciences de la vie et de la terre, mathématiques, physique-chimie, sciences de l'ingénieur, sciences économiques et sociales, allemand, anglais, arabe, chinois (depuis 2007), espagnol, hébreu, italien, portugais, russe.
Le lycée Henri-IV est le premier vivier de lauréats au concours général. Le concours ne donne pas d'avantages particuliers, même s'il est un plus au sein d'un dossier scolaire pour prétendre à des classes préparatoires. Les élèves qui ont obtenu un prix sont félicités par le ministre de l'Éducation nationale en personne au cours d'une cérémonie qui a souvent lieu dans le grand amphithéâtre de la Sorbonne à Paris en présence de nombreuses personnalités. Il est ainsi résumé par Maurice Druon, président de l'association des lauréats du concours général en 1973 : « Une aristocratie qui ne se transmet que par le sang des livres, se prouve par un effort de six heures et qui ne donne droit à rien. Une preuve de valeur, et voilà tout1. »
Au lycée Henri-IV, les lauréats sont reçus avec leurs parents lors d'une cérémonie à la fin de l'année et obtiennent le droit de monter au sommet de la tour Clovis.
|                    | 2001 | 2002 | 2003 | 2004 | 2005 | 2006 | 2007 | 2008 | 2009 | 2010 | 2011 | 2012 | 2013 | 2014 | 2015 | 2016 | 2017 | 2018 | 2019 | 2020              | 2021 |
| ------------------ | ---- | ---- | ---- | ---- | ---- | ---- | ---- | ---- | ---- | ---- | ---- | ---- | ---- | ---- | ---- | ---- | ---- | ---- | ---- | ----------------- | ---- |
| Nombre de lauréats | 11   | 9    | 11   | 11   | 11   | 13   | 14   | 17   | 16   | 19   | 32   | 27   | 24   | 28   | 15   | 14   | 22   | 27   | 21   | épreuves annulées | 9    |

### Classements des CPGE
Le classement national des classes préparatoires aux grandes écoles (CPGE) se fait en fonction du taux d'admission des élèves dans les grandes écoles.
Au classement des classes préparatoires du Figaro étudiant, le lycée Henri-IV est premier dans la voie ECS (économique et commerciale voie scientifique) avec 66,7 % de réussite à HEC. Au classement des classes préparatoires ECE (économique et commerciale option économique), le lycée Henri-IV est deuxième, avec 25 % de taux d’intégration à HEC[pertinence contestée].
En 2018, L'Étudiant donnait le classement suivant pour les concours de 2017 :
| Filière                                                                 | Voie       | Élèves admis dans une grande école[a] | Taux d'admission[a] | Taux moyen sur 5 ans | Classement national | Évolution sur un an |
| ----------------------------------------------------------------------- | ---------- | ------------------------------------- | ------------------- | -------------------- | ------------------- | ------------------- |
| Littéraire                                                              | Khâgne A/L | 47 / 121 élèves                       | 39 %                | 40 %                 | 1re / 36            | en stagnation       |
| Littéraire                                                              | Khâgne B/L | 31 / 54 élèves                        | 57 %                | 55 %                 | 1re / 24            | en stagnation       |
| Littéraire                                                              | Khâgne LSH | 29 / 86 élèves                        | 34 %                | 26 %                 | 2e / 73             | en stagnation       |
| Économique et commerciale                                               | ECE        | 32 / 44 élèves                        | 73 %                | 66 %                 | 3e / 105            | en stagnation       |
| Économique et commerciale                                               | ECS        | 36 / 43 élèves                        | 84 %                | 75 %                 | 1re / 91            | 1                   |
| Scientifique                                                            | MP / MP*   | 61 / 88 élèves                        | 69 %                | 56 %                 | 2e / 113            | 6                   |
| Scientifique                                                            | PC / PC*   | 27 / 40 élèves                        | 68 %                | 65 %                 | 2e / 106            | 1                   |
| Scientifique                                                            | BCPST      | 35 / 42 élèves                        | 83 %                | 84 %                 | 1re / 54            | 1                   |
| Source : Classement 2018 des prépas – L'Étudiant (Concours de 2017). 1. |            |                                       |                     |                      |                     |                     |

## Personnalités liées au lycée

### Proviseurs
Les proviseurs du lycée Henri-IV ont été les suivants, depuis sa création en 1804 sous le nom d'École centrale du Panthéon :
| No | Début          | Fin            | Nom                           | Établissement                                            |
| -- | -------------- | -------------- | ----------------------------- | -------------------------------------------------------- |
| 1  | août 1804      | mai 1821       | Noël-François De Wailly       | École centrale du Panthéon Lycée Napoléon Lycée Henri-IV |
| 2  | mai 1821       | février 1831   | M. Auvray                     | -                                                        |
| 3  | février 1831   | décembre 1833  | M. Gaillard                   | -                                                        |
| 4  | décembre 1833  | mai 1838       | Arsène Liez                   | -                                                        |
| 5  | mai 1838       | août 1854      | Alfred De Wailly (fils)       | Lycée Napoléon                                           |
| 6  | août 1854      | août 1856      | Jean-Baptiste Jullien         | -                                                        |
| 7  | août 1856      | avril 1858     | Léonce Sauveroche             | -                                                        |
| 8  | avril 1858     | février 1862   | Marie Joseph Benjamin Caresme | -                                                        |
| 9  | février 1862   | mars 1871      | Dominique-Louis Baric         | Lycée Corneille                                          |
| 10 | mars 1871      | avril 1878     | Jean-Baptiste Denis           | Lycée Henri-IV                                           |
| 11 | avril 1878     | septembre 1878 | Charles Gidel                 | -                                                        |
| 12 | septembre 1878 | mars 1893      | Léonce Grenier                | -                                                        |
| 13 | mars 1893      | septembre 1905 | Auguste Bertagne              | -                                                        |
| 14 | octobre 1905   | septembre 1918 | Raoul Suérus                  | -                                                        |
| 15 | octobre 1918   | septembre 1928 | Louis Daux                    | -                                                        |
| 16 | octobre 1928   | septembre 1937 | Léon Beck                     | -                                                        |
| 17 | octobre 1937   | novembre 1942  | Émile Jolibois                | -                                                        |
| 18 | novembre 1942  | octobre 1944   | Jacques Barraud               | -                                                        |
| 19 | octobre 1944   | septembre 1961 | Paul Camenen                  | -                                                        |
| 20 | septembre 1961 | septembre 1966 | Adonis Delfosse               | -                                                        |
| 21 | septembre 1966 | septembre 1977 | Jean Limouzin                 | -                                                        |
| 22 | septembre 1977 | septembre 1981 | M. Laroche                    | -                                                        |
| 23 | septembre 1981 | septembre 1986 | M. Durand                     | -                                                        |
| 24 | septembre 1986 | septembre 1999 | Odette Christienne            | -                                                        |
| 25 | septembre 1999 | septembre 2016 | Patrice Corre                 | -                                                        |
| 26 | septembre 2016 | septembre 2021 | Martine Breyton               | -                                                        |
| 27 | septembre 2021 | -              | Stéphanie Motta-Garcia        | -                                                        |

### Professeurs

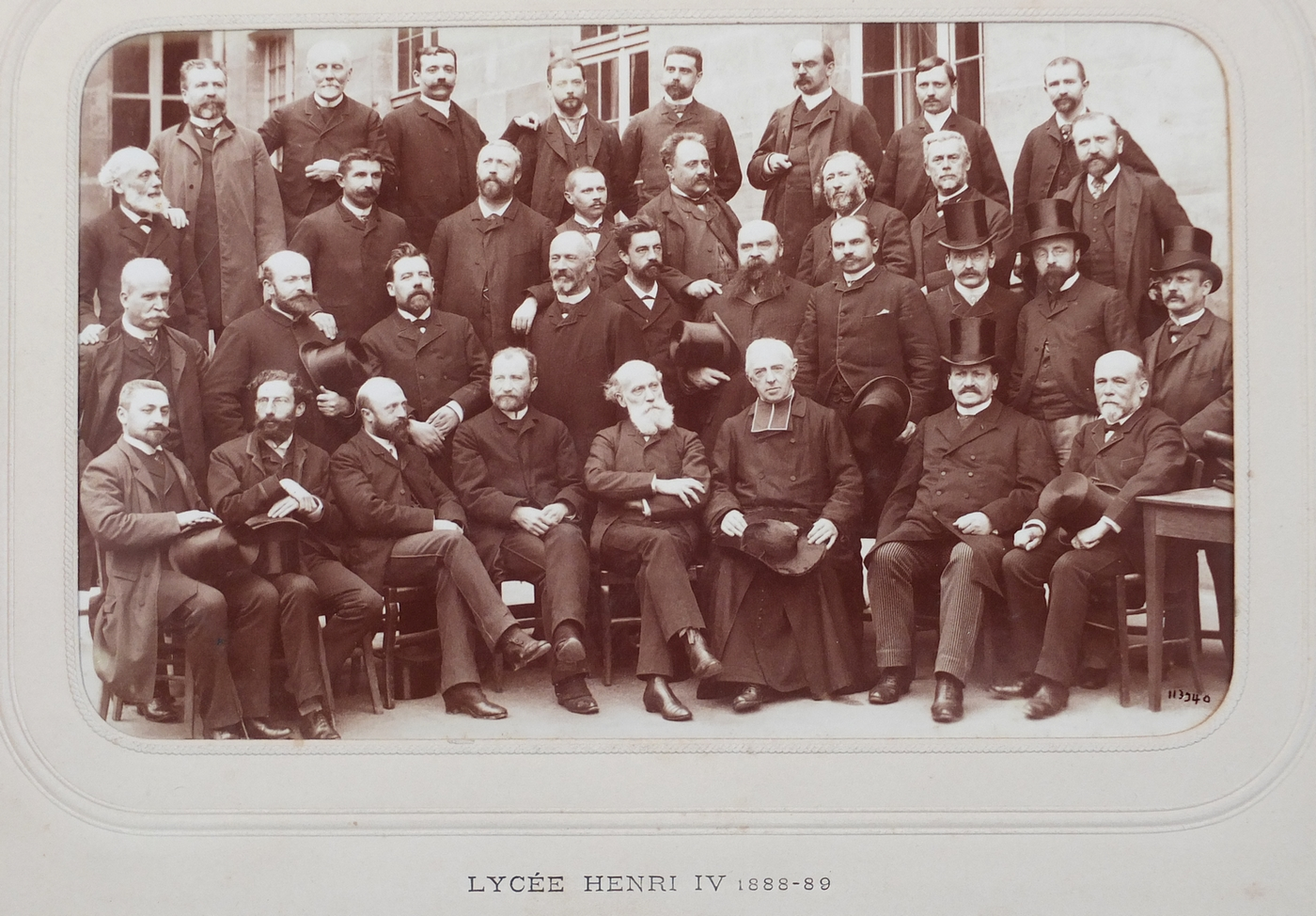
Le corps professoral en 1888-89, photo de Jules David.

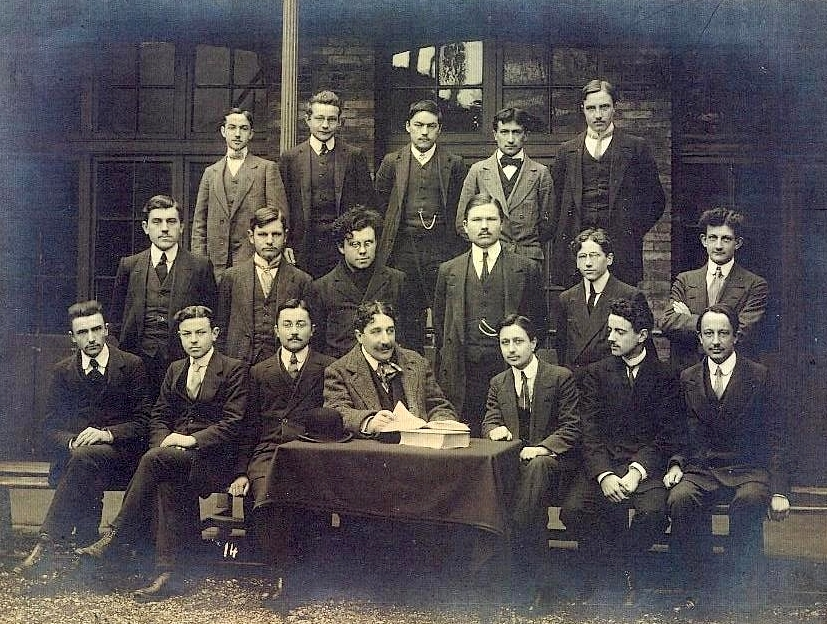
Photo de classe au lycée Henri-IV, vers 1914 ; le professeur à la table est le philosophe Alain.

- André Alba, professeur d'histoire et écrivain
- Maurice Audubert-Boussat, professeur de physique-chimie, écrivain
- Jean-Pierre Azéma, professeur d'histoire
- Élisabeth Badinter, professeur de philosophie
- Henri Bergson, philosophe
- Olivier Bloch, professeur de philosophie
- Henri Bocquillon, professeur de sciences physiques et naturelles
- Dominique Borne, professeur d'histoire
- Étienne Borne, philosophe et homme politique
- Jean-Louis Bory, professeur de français, écrivain (prix Goncourt), critique de cinéma
- Fernand Braudel, professeur d'histoire, historien et académicien
- Maurice Busset, professeur de dessin
- Frédéric Castaing, paléographe et romancier
- Émile Chartier, dit Alain, philosophe
- Olivier Corbiot, professeur d'éducation musicale et musicologue
- Robert Dauvergne, professeur d'histoire et géographie
- Henri Dreyfus-Le Foyer, professeur de philosophie en khâgne
- Victor Duruy, professeur d'histoire, ministre de l'Instruction publique de 1863 à 1869
- Joseph-Charles d'Almeida, professeur de sciences physiques
- Léon Feugère, professeur de français, écrivain
- Charles Georgin, célèbre latiniste et helléniste des années 1930
- Henri Grimal, professeur d'histoire
- Emmanuel Godo, professeur de lettres, écrivain, poète
- Jean Hyppolite, philosophe, traducteur et commentateur de Hegel
- Jean Itard, professeur de mathématiques supérieures et historien des sciences
- Maurice Lacroix, professeur de langues anciennes et homme politique
- Jean Langevin, professeur de sciences physiques et haut fonctionnaire
- Jean-Pierre Lemaire, professeur de lettres classiques, poète
- Laurent Michard, professeur de Première supérieure, coauteur du Lagarde et Michard
- Paul Mouy, professeur de philosophie, spécialiste du mécanisme
- Jean Nabert, professeur de philosophie en Première supérieure
- Achille Paysant, professeur de français au petit lycée, et poète
- Jean-Louis Poirier, professeur de philosophie
- Georges Pompidou, professeur de lettres supérieures, ancien président de la République française (1969-1974)
- Hélène Rioux, professeur d'histoire
- René Schérer, professeur de philosophie
- Pierre Touraine, professeur de lettres latines

### Élèves

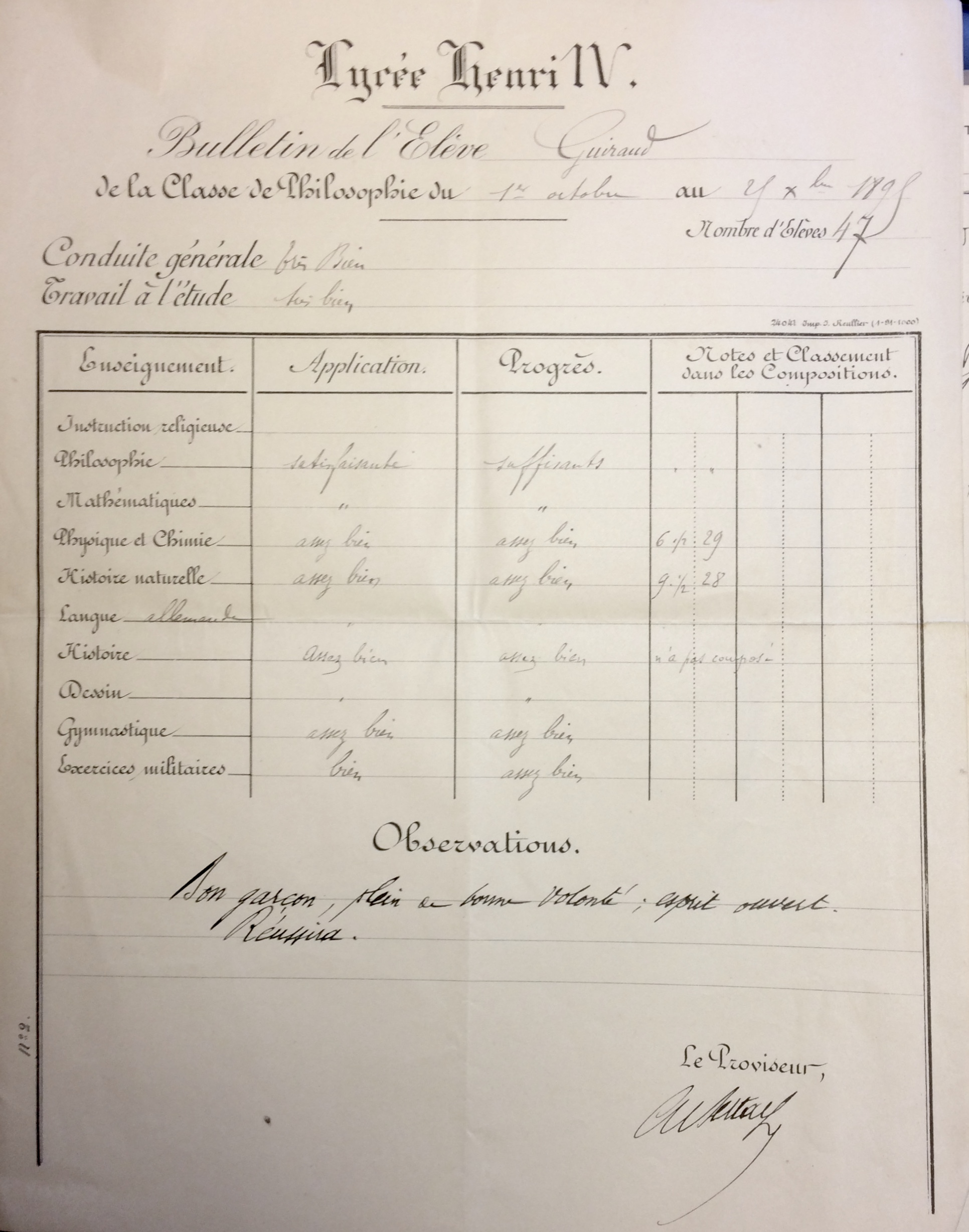
Bulletin scolaire d'Edmond Guiraud, classe de philosophie, 1895.

Au petit lycée Henri-IV, Horace Vernet
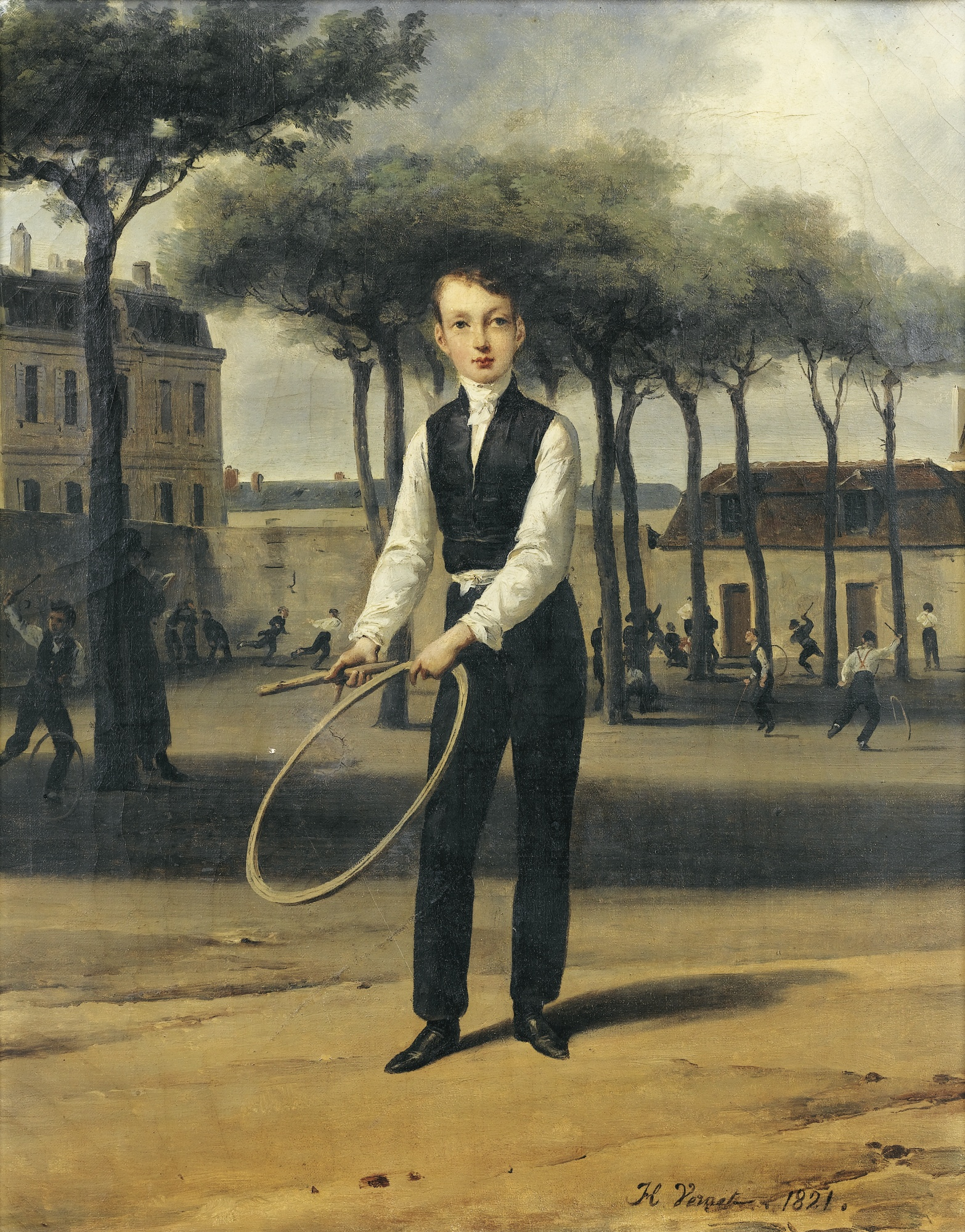
Le duc de Chartres tenant un cerceau, 1821.
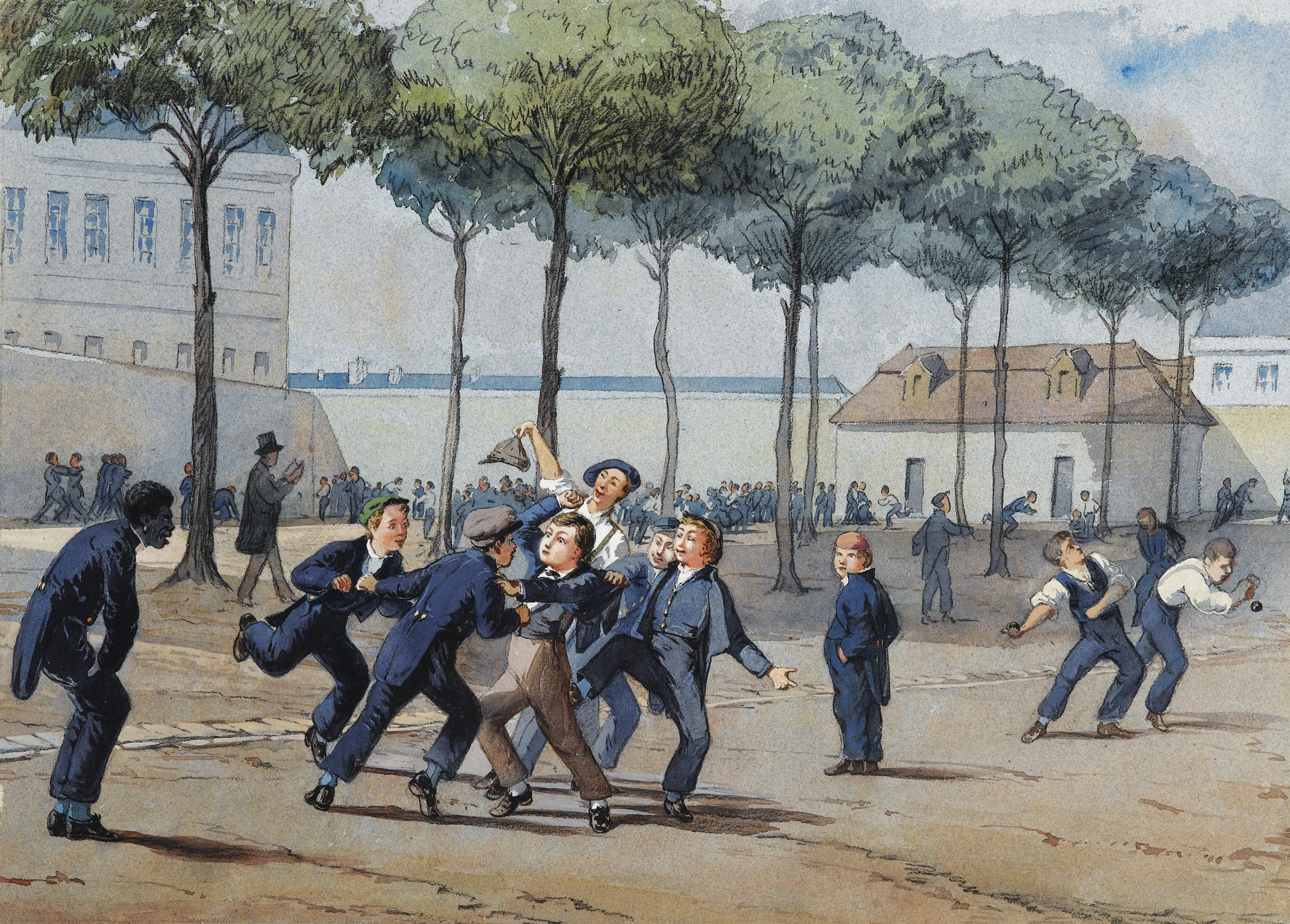
François d'Orléans, 1829.

## Éléments d'architecture
Le lycée Henri-IV est partiellement inscrit et classé aux monuments historiques. Il n'est ouvert au public que lors des Journées du patrimoine.

### La rotonde centrale et la croisée des Génovéfains
Un architecte membre de la congrégation de France, le Père Claude de Creil, fait construire sous le règne de Louis XIV la plupart des bâtiments actuels du lycée. Quatre ailes rayonnent en croix autour d'une rotonde centrale de style baroque.
On y accède par un fastueux escalier de pierre, sous des voûtes soutenues de colonnes. Il est appelé escalier des Prophètes pour les statues en marbre des quatre grands prophètes de l'Ancien Testament qui en gardent l'entrée (Isaïe au nord-ouest, Ézéchiel au nord-est, Jérémie au sud-est, Daniel au sud-ouest), ou parfois encore escalier de la Vierge, pour la statue de la Madone placée dans une niche entre deux volées de marches. Chacun des quatre prophètes porte en latin une prophétie tirée de la Vulgate, comme suit :
« Ecce virgo concipiet et pariet filium et vocabitur nomen eius Emmanuel. Iæ C. 7.
Porta hæc clausa erit non aperietur quoniam Dominus Deus Israel ingressus est per eam. Ezechielis C. 44.
Creavit Dominus novum super terram femina circumdabit virum. Ieremiæ C. 31.

Abscissus est lapis de monte sine manibus qui factus est mons magnus. Danielis C. 2. »
« Voici, la vierge concevra et elle enfantera un fils, et appellera son nom Emmanuel. Livre d'Isaïe, chap. 7
Cette porte sera fermée, elle ne sera pas ouverte, car l’Éternel, le Dieu d’Israël, est entré par elle. Livre d'Ézéchiel, chap. 44
L'Éternel a créé une chose nouvelle sur la terre : une femme entourera l’homme. Livre de Jérémie, chap. 31

Une pierre se détacha sans mains, qui devint une grande montagne. Livre de Daniel, chap. 2 »
Symbolisant l'élévation de l'Ancienne à la Nouvelle Alliance, ces prophéties sont rassemblées par leur rapport commun, selon l'Église catholique, à la figure mariale, Vierge mère représentée au centre de la composition architecturale. Elles reprennent presque exactement celles dont est ornée la chapelle Pauline de la basilique Sainte-Marie-Majeure à Rome, dans les pendentifs de son dôme.
Trois niveaux au-dessus, une coupole coiffe la croisée distribuant l'accès aux deux bibliothèques et aux deux salles d'examen du dernier étage. Elle est ornée d'une fresque peinte par Jean II Restout en 1730, figurant L'Apothéose de saint Augustin terrassant l'hérésie, où la puissance divine frappe de ses dards de feu les ouvrages d'hérésiarques contre lesquels s'est battu saint Augustin, porté aux nues par des anges : Pélage, Julien d'Éclane, Donat le Grand et Mani, le père du manichéisme. Il s'agit là d'une subtile défense des thèses jansénistes alors répandues chez les génovéfains, se faisant notamment l'avocat de la stricte interprétation augustinienne de la grâce efficace (accordée par Dieu selon sa seule volonté), en opposition à la grâce suffisante prônée par les Jésuites (accordée selon les actions des hommes). En marquant leur fidélité à un Père et Docteur de l'Église ayant pourfendu les hérétiques, les jansénistes se défendaient d'en être eux-mêmes, quoi que pût en dire la bulle Cum occasione du pape Innocent X. Le dôme repose en outre sur quatre piliers sculptés de style baroque, en forme de palmier et agrémentés d'amours. La croisée était autrefois ornée de dizaines de bustes encadrant les bibliothèques, qui sont aujourd'hui[Depuis quand ?] entreposés à la bibliothèque Sainte-Geneviève ; le lycée en a depuis réinstallé huit sous la coupole, figurant dans le sens horaire Henri IV, Sébastien Le Prestre de Vauban, Michel de Montaigne, Jacques-Bénigne Bossuet, l'empereur Hadrien, Georges-Louis Leclerc de Buffon, Thomas Jefferson et Faustine la Jeune.
L'escalier des Prophètes (entre rez-de-chaussée et premier étage) ne mène toutefois plus directement à la coupole (au troisième étage). Bordé d'un garde-corps en fer forgé, un escalier d'apparat les reliait encore en 1960, s'enroulant dans une cage étendue sur trois niveaux sous le tambour de la coupole. Mais il fut détruit pour laisser place à un escalier purement fonctionnel, construit sans agréments et morcelant l'ancienne cage en trois niveaux distincts, engendrant ainsi une profonde césure dans le style monumental de l'édifice.

### Le cloître et ses statues

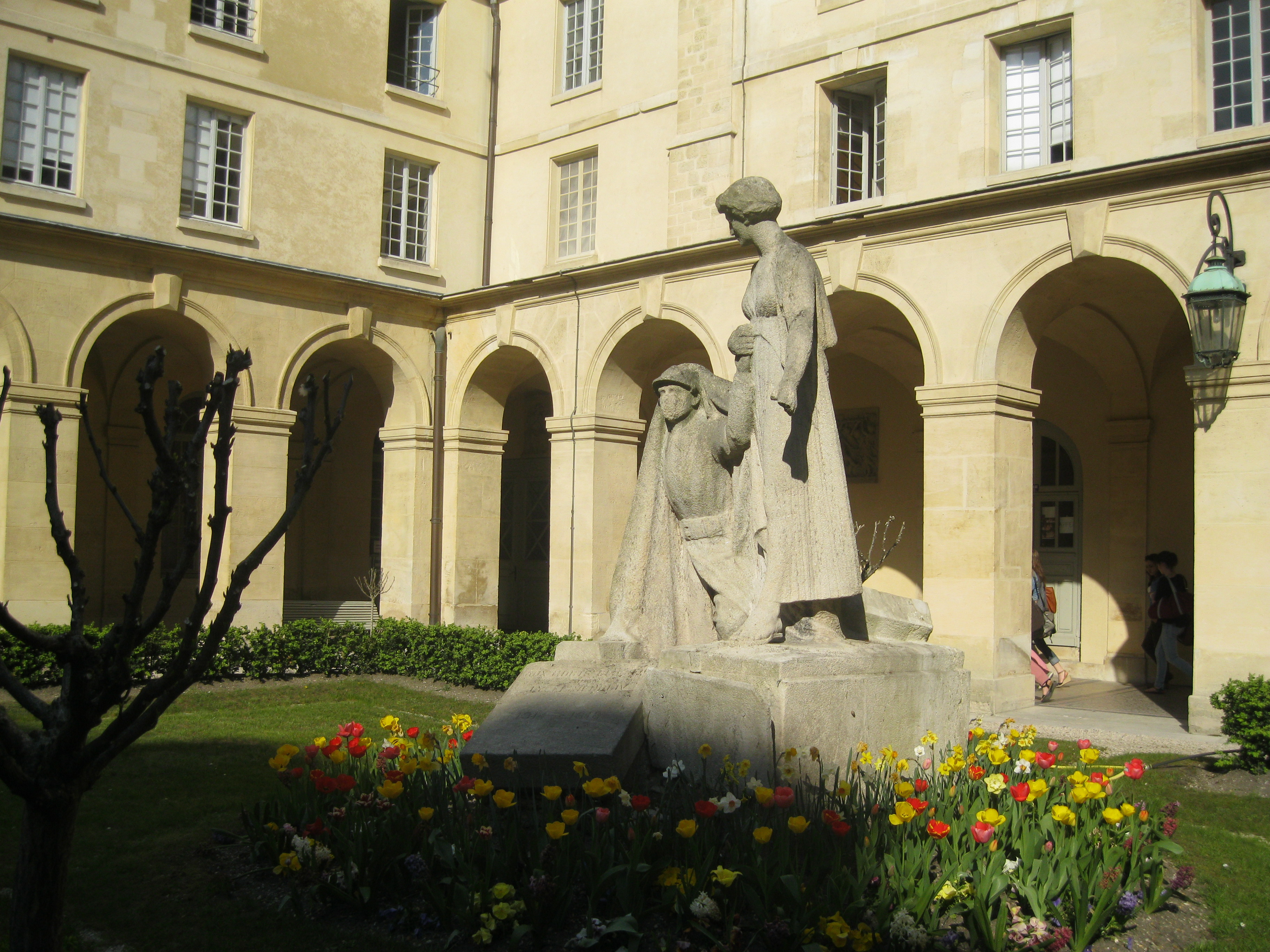
Monument aux morts.

Les arcades du cloître datent de 1744. Elles abritent une frise reproduisant la frise des panathénées, exposé au musée du Louvre et British Museum. Deux bustes de poètes en bronze (Alfred de Musset et Casimir Delavigne) surveillent au sud l'accès à la cour Alfred de Musset (ancien élève du lycée), au fond de laquelle se tient le buste de Jean-Jacques Ampère, fils du physicien qui possède également son buste au pied de l'escalier des Ambassadeurs, appelé jusqu'en 2012 cour des internes. C'est le mur de la salle des Actes, où sont exposées deux pierres tombales découvertes lors des excavations du printemps 1996. Des colonnes corinthiennes, vestiges du cloître gothique, sont exposées le long du mur ouest. L'administration occupe l'aile correspondant au mur nord, au-dessus de l'entrée. Un accès sous la tour Clovis donne accès à la cour Descartes (Clovis est enterré sous l'ancienne abbaye Sainte-Geneviève, aujourd'hui lycée Henri-IV — la dénomination de la cour Descartes est due à sa proximité immédiate avec la rue Descartes, prolongement de la rue Mouffetard).
Au centre du cloître, deux statues fleuries. La plus récente, en pierre, représente un poilu de la Première Guerre mondiale soutenu par une allégorie féminine. Face au couple, un buste en bronze d'un élève ayant combattu lors de la guerre de 1870-1871.

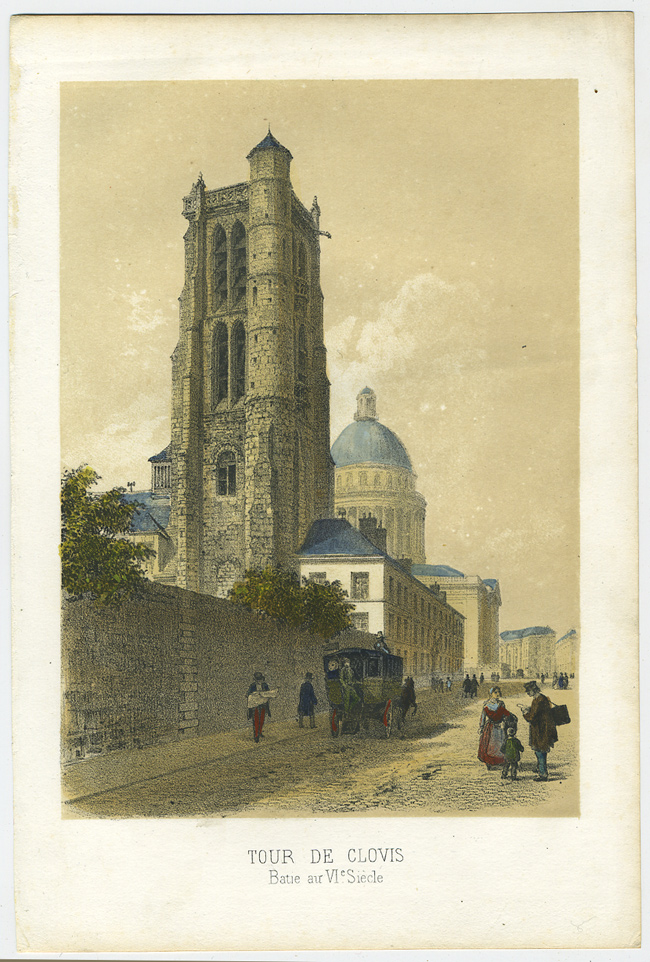
La tour Clovis sur une lithographie de 1850.

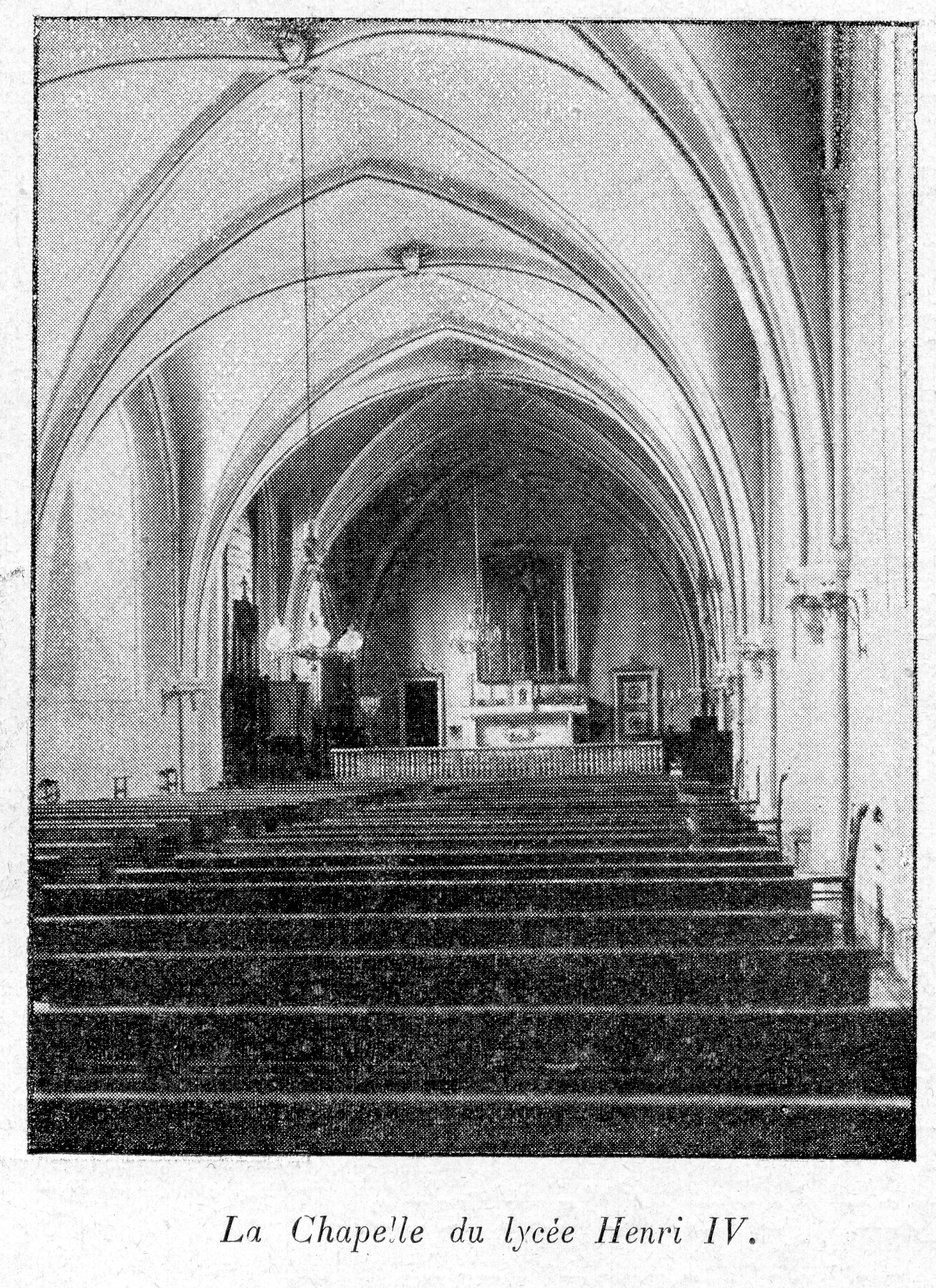
L'intérieur de la chapelle, Clément Maurice (1897).

 La seconde statue est un buste d'Henri Regnault, ancien élève du lycée devenu artiste peintre orientaliste, mort à 27 ans lors de la bataille de Buzenval (1871).

### La tour Clovis
La tour Clovis est le vestige de l'ancien clocher d'une église disparue entre le lycée et l'église Saint-Étienne-du-Mont. En 1803, la percée de la rue Clovis et la construction de la façade du lycée la dégage du complexe religieux. Depuis elle sonne un carillon distinct tous les quarts d'heure, et annonce les heures.
La base de la tour, avec des baies en cintre date de Philippe Auguste. Ce même roi fait du monastère Sainte-Geneviève le gardien de la porte sud de Paris, dans l'actuelle rue Descartes. Des tronçons de l'enceinte de Philippe Auguste sont visibles rue Clovis (en descendant prendre le métro Cardinal-Lemoine) et rue Jacques-Henri Lartigue (depuis la Bibliothèque des littératures policières). Le nom de la place de la Contrescarpe, rendez-vous le midi des lycéens, témoigne des fossés du mur.
Les ogives du premier et deuxième étage datent du XIVe siècle. Le couronnement du gothique flamboyant, reconstruit après 1483. Une comparaison est intéressante avec le clocher de l'église Saint-Nicolas-des-Champs à l'autre extrémité du vieux Paris de Philippe Auguste.

### La chapelle du lycée
Le lycée possède un internat et une aumônerie catholique. La messe est dite deux fois par semaine dans la chapelle du lycée à laquelle on accède par un escalier dans le mur ouest du cloître. Elle possède un petit orgue (le facteur d'orgue John Abbey en réalisa un pour le lycée au XIXe siècle) et des concerts, comme celui des lycéens en fin d'année, y sont célébrés.
La chapelle était en fait le réfectoire des moines. En dessous, au rez-de-chaussée se trouvait le cellier, avec ses voûtes basses. Elle est transformée en chapelle au XIXe siècle.

### Les cadrans solaires
Une ligne de Midi, sans son stylet, est encore visible sur un contrefort de l'église Saint-Étienne-du-Mont, rue Clovis face au lycée. Elle indiquait au moines de l'abbaye Sainte-Geneviève l'heure du midi pour la prière.
Dans l'enceinte même du lycée subsistent deux cadrans solaires, placés dos à dos dans les cours Descartes et du Méridien, au troisième étage. Ils ont été montés au XVIIIe siècle par Alexandre Guy Pingré, alors bibliothécaire de l'Abbaye royale de Sainte-Geneviève. Il se rendra célèbre en 1761 lors d'une expédition à l'île Rodrigue pour mesurer le transit de Vénus.
Celui de la cour du Méridien est plein sud, mais du fait d'une mauvaise restauration n'est pas tout à fait à la verticale, ce qui fausse la lecture. Son double, cour Descartes est donc plein nord. Le style est absent, mais de toute façon son orientation ne permettrait de lire l'heure que de 5 h à 8 h et de 18 h à 20 h, comme en témoignent les lignes gravées. Une devise s'y déploie : Vix Orimur Et Occidimus, soit « À peine paraissons-nous que nous disparaissons [les heures] ».
Au centre de la cour du Méridien se trouve le cosmographe, sphère armillaire géante qui donne son nom à la cour. Il a été installé en 1861. Haut de 3 mètres, le cercle équatorial fait 1,60 mètre. Il faut le voir de nuit. Son axe pointe l'étoile polaire, c'est-à-dire qu'il est exactement dans l'axe de la Terre. Les deux autres cercles présentent le méridien, le 21 mars le point vernal, dans la constellation des poissons y passe exactement à la verticale. L'autre cercle présente le plan de l'équateur terrestre.

## Dans la culture

### Littérature
- 1998 : Adieu, vive clarté... de Jorge Semprún évoque sa jeunesse comme jeune interne du lycée.
- 2003 : Jean-Bernard Pouy, H4Blues (roman), Paris, Gallimard, coll. « Série noire » (no 2680), 2003, 188 p. (ISBN 2-07-042629-7) ; rééd. 2005, coll. « Folio policier » (no 367), 225 p.  (ISBN 2-07-030718-2).

### Films et séries télévisées tournés au lycée

#### Films
- 1952 : Le Lycée sur la colline de Georges Rouquier
- 1953 : Rue de l'Estrapade de Jacques Becker
- 1959 : Charlotte et Véronique de Jean-Luc Godard
- 1963 : Un drôle de paroissien de Jean-Pierre Mocky
- 1964 : L'Âge ingrat de Gilles Grangier
- 1964 : L'Homme de Rio de Philippe de Broca
- 1965 : Le Corniaud de Gérard Oury (dont la scène célèbre de l'accident de voiture a lieu devant Saint-Étienne-du-Mont et Henri-IV)
- 1966 : La guerre est finie d'Alain Resnais
- 1970 : Le Cercle rouge de Jean-Pierre Melville
- 1976 : Monsieur Klein de Joseph Losey[55]
- 1980 : La Boum de Claude Pinoteau
- 1982 : La Boum 2 de Claude Pinoteau
- 1982 : Ma femme s'appelle reviens de Patrice Leconte
- 1991 : L'Année de l'éveil de Gérard Corbiau (on y voit le dortoir)
- 1994 : Le Colonel Chabert d'Yves Angelo
- 1995 : Le Plus Bel Âge de Didier Haudepin
- 2007 : Hellphone de James Huth
- 2008 : La Belle Personne de Christophe Honoré
- 2010 : Chantrapas d'Otar Iosseliani
- 2011 : Mon pire cauchemar d'Anne Fontaine
- 2011 : L'amour dure trois ans de Frédéric Beigbeder
- 2012 : De l'autre côté du périph de David Charhon
- 2013 : 16 ans ou presque de Tristan Séguéla
- 2013 : Jeune et jolie de François Ozon (dont le personnage principal est élève du lycée)
- 2014 : Yves Saint Laurent de Jalil Lespert
- 2015 : Le Nouveau de Rudi Rosenberg
- 2016 : Chocolat de Roschdy Zem (on y voit la salle Julien-Gracq)
- 2016 : Five d'Igor Gotesman
- 2017 : Les Grands Esprits d'Olivier Ayache-Vidal

#### Téléfilms
- 2006 : Sartre, l'âge des passions de Claude Goretta
- 2016 : Monsieur Paul d'Olivier Schatzky
- 2017 : Nadia de Léa Fazer

#### Séries télévisées
- 2014 : Joséphine, ange gardien, épisode Les Boloss (saison 15, épisode 72)
- 2016 : Baron noir, saison 1

### Publicité
- 1980 : une publicité pour la marque de couverts de table Guy Degrenne

### Musique
- 2022 : le clip de No Hay Ley de Kali Uchis[56] (on y voit le cloître)

## Accès
Le lycée Henri-IV est accessible par la ligne 7 du métro à la station Place Monge ou la ligne 10 à la station Cardinal Lemoine, ainsi que par le RER B à la gare du Luxembourg.

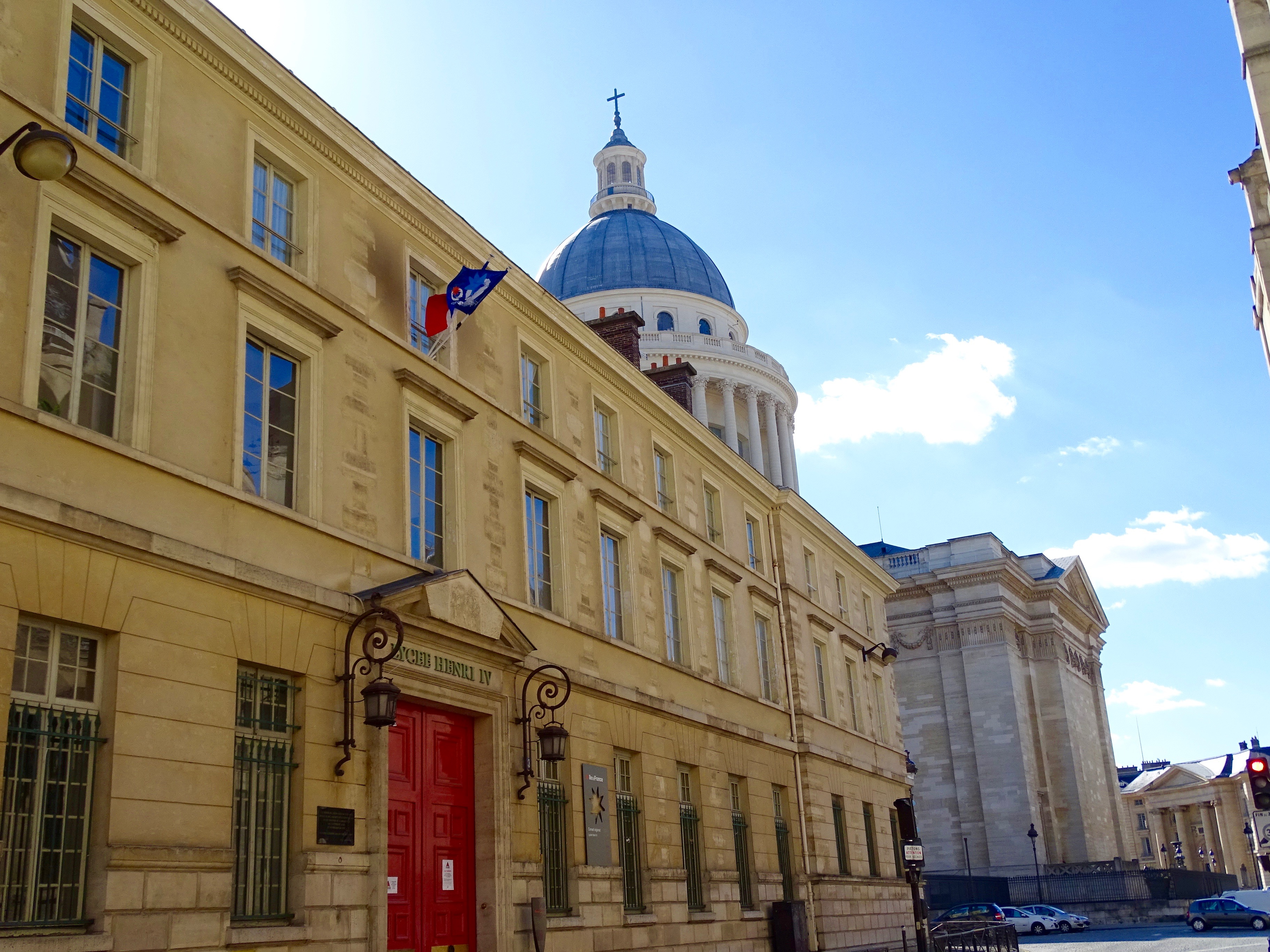
Au premier plan, la façade du lycée Henri-IV ; en arrière-plan, le dôme du Panthéon.